# Équipe d'Autriche de football
Cet article traite de l'équipe masculine. Pour l'équipe féminine, voir Équipe d'Autriche féminine de football.
Maillots
Actualités
L'équipe d'Autriche de football (Österreichische Fußballnationalmannschaft) est l'équipe nationale qui représente l'Autriche lors des compétitions internationales masculines de football, sous l'égide de la Fédération autrichienne de football (Österreichischer Fußball-Bund - ÖFB). Elle consiste en une sélection des meilleurs joueurs autrichiens.
La sélection autrichienne joue son premier match officiel en 1902, alors que l'Autriche dépend encore de l'Autriche-Hongrie. Après la création de la Fédération en 1904, le niveau de l'équipe monte progressivement sans résultat probant. Après la Première Guerre mondiale perdue, l'Autriche parvient à se reconstruire et à bâtir l'une des meilleures équipes du monde, la « Wunderteam », mené par Hugo Meisl. Elle remporte notamment la Coupe internationale européenne en 1932 et termine quatrième de la Coupe du monde de 1934. Aux Jeux de 1936, elle remporte la médaille d'argent. La mort de Meisl et surtout l'Anschluss mettent fin à cet âge d'or ; les meilleurs joueurs autrichiens intègrent alors la sélection allemande.
Après la Seconde Guerre mondiale, l'équipe autrichienne revient au premier plan et obtient son meilleur résultat en Coupe du monde, avec la troisième place en 1954. Toutefois, cette performance reste sans suite et la sélection ne participe à aucune compétition internationale jusqu'aux Coupes du monde de 1978 et de 1982. Les performances sont ensuite assez irrégulières, participant aux éditions 1990 et de 1998. Après dix ans d'absence sur la scène internationale, l'Autriche participe à l'Euro 2008 en tant que pays organisateur puis réussit à se qualifier pour l'Euro 2016, l'Euro 2020 et l'Euro 2024.
Depuis 1931, la sélection autrichienne joue la majorité de ses matchs au stade Ernst-Happel à Vienne, d'une capacité de 53 008 places assises. L'Allemand Ralf Rangnick est le sélectionneur de l'équipe depuis 2022. L'Autriche a terminé l'année 2024 au 22e rang mondial, et au 12e rang européen, du classement FIFA.

## Histoire

### Les débuts du football autrichien
Depuis 1867, l'Autriche est avec la Hongrie l'une des deux principales entités constituant l'Empire austro-hongrois. Le football apparaît dans la région dans les années 1890, notamment à Vienne, où le football est introduit par des jardiniers anglais qui travaillaient pour la famille Rothschild, des banquiers de Vienne. En 1894 sont fondés le First Vienna puis les Cricketers, les deux premiers clubs autrichiens,.
Le premier match de l'équipe d'Autriche (Österreichische Fußballnationalmannschaft) a lieu à Vienne le 12 octobre 1902 contre le voisin hongrois, dont c'est également la première rencontre, et se solde par une large victoire autrichienne sur le score de cinq buts à zéro. Il s'agit du premier match de l'histoire opposant deux sélections européennes non britanniques,. Les deux sélections prennent ensuite l’habitude de s'affronter deux fois par an, une fois à Vienne et l'autre à Budapest. La Fédération autrichienne de football (Österreichischer Fußball-Bund) est fondée en 18 mars 1904,. Elle rejoint en 1905, la Fédération internationale de football association (FIFA),, fondée un an plus tôt. La Hongrie la rejoint peu après. Toutefois, à cette période, le problème d'avoir plusieurs sélections au sein du même pays se pose rapidement : en 1907, l'adhésion à la FIFA de la Fédération bohémo-morave provoque la contestation de l'Autriche, qui obtient l'annulation de l'adhésion bohémo-morave au congrès de Vienne en 1908.
L'Autriche dispute son premier match contre l'Angleterre le 6 juin 1908, lors d'une tournée de la sélection britannique en Europe centrale, et subit un large revers (1-6), l'Autriche affronte l'Allemagne pour la première fois de son histoire le lendemain, et s'impose (3-2) ; le 8 juin 1908 l'équipe d'Autriche subit la plus lourde défaite de son histoire (1-11) contre l’Angleterre.

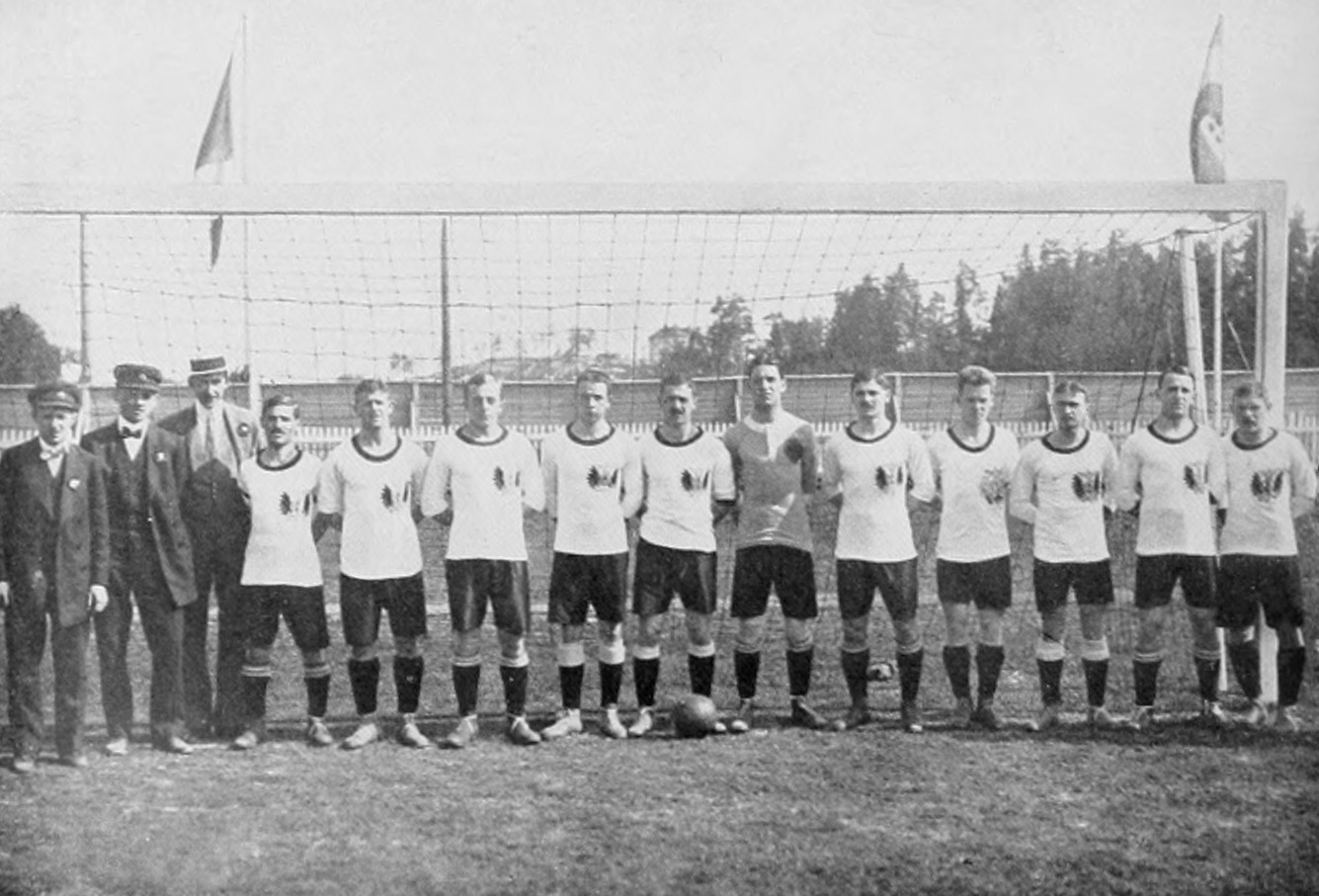
L'équipe d'Autriche lors des Jeux olympiques de 1912 de Stockholm.

En septembre 1911, l'équipe autrichienne se déplace pour la première fois hors de l'empire d'Autriche-Hongrie pour y affronter l'Empire allemand à Dresde, la rencontre se solde par un succès autrichien sur le score de 2 buts à 1. Au cours de l'été 1912, l'équipe autrichienne participe pour la première fois aux Jeux olympiques, organisés à Stockholm,. La sélection autrichienne passe le premier tour en disposant aisément de l'Allemagne (5-1), mais elle s'incline en quart de finale(1-3) face aux Pays-Bas. L'équipe d'Autriche éliminée participe alors au Tournoi de consolation, vainqueur de la Norvège (1-0) puis de l'Italie (5-1),, elle s'incline largement (3-0) lors de la finale pour la 5e place face à la Hongrie,,.
Après les Jeux, l'Autriche se déplace à Budapest pour affronter la Hongrie, une nouvelle fois les autrichiens s’inclinent largement face à leur voisin magyar (4-0), fin décembre les Autrichiens effectuent un nouveau déplacement pour affronter l'Italie à Gênes, les joueurs d'Hugo Meisl s'y imposent (3-1). Il affronte par la suite deux nouvelles fois l'Italie, pour un succès (2-0) obtenu à Vienne en 1913 puis obtiennent un nul (0-0) à Milan en 1914. Durant la Première Guerre mondiale, l'Autriche n'affronte pratiquement plus que son voisin la Hongrie au sein de l'Empire austro-hongrois, entre octobre 1914 et mai 1920, vingt-deux des vingt-cinq matchs amicaux qu'elle dispute le sont contre la Hongrie, les trois autres le sont contre la Suisse. Lors du conflit mondial, les Autrichiens, ainsi que les Allemands, sont critiqués par leur manque d'« esprit sportif ou chevaleresque », la faute à un règlement ordonnant « la violence pour la violence, la bestialité pour la bestialité, la honte pour la honte », au contraire des pays de la Triple-Entente.

### LeWunderteam(1920-1937)
Dirigée depuis ses débuts par un comité qui sélectionnait les joueurs, l'équipe autrichienne est prise en main en 1912 par un sélectionneur unique, Hugo Meisl. Après la Première Guerre mondiale, les anciens membres de la Triple-Alliance, l'Allemagne, l'Autriche et la Hongrie, vaincues et considérées comme les responsables du conflit par les Alliés, sont boycottées par les nations dominantes du football mondial, la Grande-Bretagne en tête. Les Anglais obtiennent que les sélections ayant joué contre un de ces trois pays, comme la Suisse, soient exclues du tournoi de football des Jeux olympiques de 1920 à Anvers. Au lendemain immédiat du conflit, l'Autriche n'affronte que son voisin désormais indépendant, la Hongrie, avec trois rencontres en 1919 et deux en 1920, ainsi que l'Allemagne avec un match en 1920,. Fin décembre 1920, Jules Rimet est élu président de la FIFA et lève progressivement les restrictions touchant équipes issues de la Triple-Entente. Par la suite, l'Autriche rencontre de nouveaux adversaires qui n'ont pas participé directement au conflit, comme la Suède en mars 1921. L'équipe d'Autriche effectue un déplacement en Scandinavie fin juillet de la même année, où elle rencontre de nouveau la Suède puis la Finlande une semaine plus tard.
En 1923, l'Autriche et la Hongrie adhèrent à la Société des Nations. Un an plus tard, le blocus contre l'ancienne Autriche-Hongrie est définitivement levé pour les Jeux de 1924 de Paris, auxquels l'Autriche et la Hongrie sont invités, au contraire de l'Allemagne. En 1924, le sélectionneur et secrétaire général de la Fédération, Hugo Meisl, parvient à introduire le professionnalisme en Autriche, malgré l'opposition d'autres pays européens. À cause d'un conflit opposant amateurs et professionnels, la Fédération autrichienne refuse d'envoyer une équipe aux Jeux de 1924, ainsi qu'aux Jeux suivants. Hugo Meisl parvient également à rétablir les relations footballistiques avec ses voisins, aboutissant à la création de la Coupe Mitropa. Ces évolutions contribuent favorablement à l'évolution de l'équipe nationale, en 1926, la sélection remporte six des sept rencontres disputées.
En novembre 1926, l'Autriche envisage la création d'une Coupe d'Europe, qui regrouperait amateurs et professionnels, notamment en accord avec la Tchécoslovaquie, la Hongrie et l'Italie, déjà favorables au professionnalisme. Ainsi, en 1927, les Autrichiens participent à la première édition de la Coupe internationale européenne, qui rassemble plusieurs sélections d'Europe centrale. Malgré un départ difficile marqué par trois défaites lors des quatre premières journée, l'Autriche se reprend pour terminer la compétition à la deuxième place. L'Autriche décline l'invitation à participer aux Jeux de 1928, réservés aux footballeurs amateurs. Elle imite en cela ses voisins hongrois et tchécoslovaques.

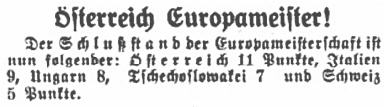
Coupure de presse d'un journal, annonçant le titre de championne d'Europe de l'Autriche de 1932.

Le sélectionneur Hugo Meisl construit une équipe qui va atteindre sa maturité à la fin des années 1930 pour devenir l'une des meilleures sélections du monde, avec des joueurs tels Matthias Sindelar ou Rudi Hiden. En 1930, l'Autriche ne participe pas à première édition de la Coupe du monde de football, en raison du refus de l'équipe de faire le voyage jusqu'en Uruguay. Par la suite, la sélection réalise toutefois une série de 14 rencontres sans défaite, débutant le 16 mai 1931 avec une victoire mémorable contre l'Écosse (5-0),. Huit jours plus tard, elle s'impose (6-0) à Berlin contre l'Allemagne et gagne le surnom de Wunderteam (« Merveilleuse équipe »). L'Autriche continue sa série de victoires : le 13 octobre 1931, l'Allemagne est battue 5-0 à Vienne ; au cours du mois de novembre, l'Autriche domine la Suisse chez elle dans le cadre de la Coupe internationale (8-1) puis, en avril 1932, c'est au tour de la Hongrie de s'incliner largement face aux Autrichiens (8-2). En décembre, le Wunderteam s'incline pour la première fois de l'année en Angleterre (3-4), référence du football mondial,. La performance des Autrichiens reste impressionnante, et enthousiasme les médias anglais, comme le Daily Mail qui place quatre Autrichiens parmi « les plus grands joueurs du monde ». L'équipe menée par Hugo Meisl se reprend par la suite en battant largement à l’extérieur la Belgique (6-1) puis la France (4-0). Dans le même temps, le Wunderteam remporte la deuxième édition de la Coupe internationale devançant l'Italie,.
Au début de 1934, l'Autriche participe aux éliminatoires de la Coupe du monde à venir au sein du Groupe 4 en compagnie de la Bulgarie et de la Hongrie. La sélection se qualifie en battant la Bulgarie 6-1 à Vienne, du fait des deux succès hongrois face aux Bulgares, Autriche et la Hongrie se qualifient pour la phase finale avant le terme des matchs de qualification qui ne sont pas joués. Annoncée comme l'une des favorites de la Coupe du monde 1934 disputée en Italie, l'équipe de Hugo Meisl élimine lors de la prolongation la France (3-2) au premier tour, puis elle se défait en quarts de finale de la Hongrie (2-1). En demi-finales, elle rencontre l'Italie, sélection qu'elle avait battue plus tôt dans l'année (4-2). Toutefois, ce scénario ne se reproduit pas et la Wunderteam s'incline en demi-finale contre son homologue italien (0-1),. Le but de la victoire italienne est contesté par les Autrichiens, en raison d'une possible faute d'un joueur italien sur le gardien juste avant le tir, alors que la presse sportive italienne, critique fortement « l'académisme stérile » de l'Autriche. En petite finale, l'Autriche est de nouveau battue face à sa voisine allemande (2-3),,.

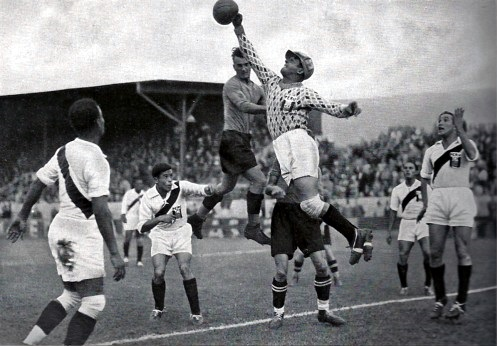
Scène du match controversé entre le Pérou et l'Autriche lors des quarts de finale des Jeux de Berlin de 1936.

L'Autriche participe à la troisième édition de la Coupe internationale, dont elle termine à la 2e place derrière l'Italie, championne du monde. Malgré le statut professionnel de ses meilleurs joueurs, le pays envoie une équipe au tournoi olympique de 1936 de Berlin. Même si les matchs disputés par cette sélection sont officiels selon la FIFA, la fédération autrichienne considère qu'il ne sont pas disputés par la sélection A. Au premier tour, l'Autriche, notamment grâce au doublé de Klement Steinmetz, écarte l'Égypte. En quart de finale, l'Autriche joue contre le Pérou. Menant deux buts à rien, les Péruviens égalisent et arrachent la prolongation. Lors de la mi-temps des prolongations, des supporters péruviens envahissent la pelouse et s'en prennent à plusieurs joueurs autrichiens ; dans la confusion la plus totale, le Pérou marque deux buts supplémentaires et s'impose quatre buts à deux. Sur protestation de l'Autriche, la FIFA ordonne que le match soit rejoué sans spectateurs, chose que les Péruviens refusent, déclarant alors forfait pour ce match et qualifiant l'Autriche pour la suite de la compétition,,. Cette décision de la FIFA, appliquée parce que les évènements avaient « causé une baisse de l’énergie combative de l’équipe [autrichienne] », reste néanmoins controversée : l'équipe olympique péruvienne entière se retire de la compétition, convaincue que cette mesure avait été prise pour « éviter que le Pérou, unique pays sud-américain à prendre part au championnat de football, n’obtienne un triomphe olympique ». En demi-finale, l'Autriche écarte la Pologne sur le score de trois buts à un, devant les 85 000 spectateurs du Stade Olympique les autrichiens sont défaits par l'Italie (1-2),.

### Fin duWunderteamet football autrichien pendant la Seconde Guerre mondiale (1937-1945)
Le 17 février 1937, Hugo Meisl succombe à une crise cardiaque. Durant cette période, les tensions internationales se montrent, comme sur les terrains de football. Durant la coupe internationale, en 1937 contre l'Italie, des affrontements ont lieu à la fin du match entre Italiens et Viennois antifascistes au stade du Prater, faisant seize blessés italiens. Quelques mois plus tard, la rencontre entre l'Admira Vienne et le Genova CFC finit en bagarre générale. Du côté de la sélection, Heinrich Retschury, le successeur de Meisl, qualifie l'Autriche pour le Mondial de 1938 le 5 octobre 1937, en battant l'équipe de Lettonie à Vienne (2-1). Toutefois, à la suite de l'Anschluss mené le 12 mars 1938 par l'Allemagne nazie, la sélection est contrainte de déclarer forfait et les meilleurs joueurs autrichiens sont intégrés dans la Nationalmannschaft, à l'exception notable de Matthias Sindelar. L'annexion allemande de l'Autriche entraîne également l'interruption de la quatrième édition de la Coupe internationale, l'équipe était classée à la 4e et avant-dernière place. En Autriche, le professionnalisme est prohibé et le football autrichien redevient amateur comme durant le début des années 1920. Après l'invasion, pour adoucir la dissolution de la sélection, un match est organisé en avril entre l'Allemagne et l'Autriche allemande (Ostmark), lors de l'Anschlussspiel. Le match est prévu pour se terminer sur un score nul et vierge 0-0. Mais Sindelar, refusant déjà de jouer pour l'Allemagne nazie, marque et fait remporter le match à l'Autriche allemande (2-0), célébrant son but devant la tribune des dignitaires nazis, dans le silence le plus total,. Ce match représente une très grande fierté pour les Autrichiens voulant résister au Troisième Reich.
L'équipe du Reich, en partie composée d'Autrichiens, est pronostiquée favorablement pour la Coupe du monde en raison des bons résultats des sélections allemandes et autrichiennes en 1934. La déconvenue est énorme pour l'Allemagne, qui n'arrive pas à combiner les jeux allemands et autrichiens, et est éliminée en huitièmes de finale par l'équipe de Suisse, entraînée par l'Autrichien Karl Rappan, (2-4), après avoir mené 2-0,. De son côté, la Fédération autrichienne de football est dissoute par son président pro-nazi, alors que les clubs à forte représentation juive sont également dissous. De nombreux dirigeants, joueurs et supporters sont persécutés par les autorités antisémites de l'Ostmark, une région obscure qui peu de gens reconnaissent, comparé à l'Autriche. En janvier 1939, Matthias Sindelar est retrouvé mort asphyxié, possiblement dû à un assassinat, à un suicide, ou à un simple accident. Durant le conflit, de nombreux débordements ont lieu durant les matchs, notamment à Vienne, comme lors de la finale du championnat d'Allemagne 1938-1939, perdu par l'Admira Vienne sur un score de 0-9 face au FC Schalke 04. En 1940-1941, le Rapid Vienne s'impose en championnat allemand (4-3), ce qui est considéré comme un symbole de la résurrection du football viennois et autrichien. Les vainqueurs sont envoyés combattre sur le front de l'Est peu après leur titre.
Durant le conflit mondial, la Schutzstaffel (SS) déclare qu'« aucun événement sportif impliquant les équipes originaires de l’Ostmark à celle de l'Altreich ou même un arbitre de l'Altreich ne se déroul[ait] sans des incidents et des scènes inadmissibles ».

### L'Autriche d'après-guerre (1945-1958)
En août 1945, l'équipe nationale autrichienne est recréée. Elle joue ses premiers matchs de l'Après-guerre contre la Hongrie, rencontrée deux fois à Budapest. Après la restauration du Praterstadion, l'équipe y dispute son premier match à domicile le 6 décembre 1945, et bat la France 4-1 devant 60 000 spectateurs dont le président de la FIFA Jules Rimet, Karl Decker inscrivant un triplé. La sélection retrouve les compétitions internationales lors des Jeux olympiques 1948. Elle est toutefois éliminée dès le premier tour par la Suède. Sur une pelouse gorgée d'eau, les Autrichiens s'inclinent 3-1 face aux futurs champions olympiques. Cette même année, l'Autriche dispute la cinquième édition de la Coupe internationale, l'Autriche termine son programme en 1950, le tournoi s'achevant trois ans plus tard sur une troisième place derrière la Hongrie et l'Italie.
Pour des raisons tant politiques que financières, la sélection autrichienne ne participe pas à la Coupe du monde de 1950, au Brésil. Cela n'empêche pas les Autrichiens d'enregistrer à cette période des succès de prestige : en décembre 1950 devient la première sélection d'Europe Continentale à battre l'Écosse sur ses terres; en 1951, l'équipe bat à nouveau l'Écosse, cette fois-ci à domicile (4-0), puis bat la Belgique sur le score de 8-1. En septembre 1951, l'Autriche rencontre l'Allemagne à Vienne et s'incline 2-0; c'est la première rencontre entre les deux sélections depuis la guerre.
En 1952, l'Autriche participe aux Jeux olympiques d'Helsinki, mais se voit considérée comme une « équipe de second plan », la sélection étant composée de joueurs amateurs. Victorieuse de la sélection finlandaise, équipe-hôte, en préliminaires, la sélection autrichienne est ensuite éliminée en quarts de finale par la Suède. En 1953, devant 76 000 spectateurs, l'Autriche et l'Allemagne font match nul au Müngersdorfer Stadion de Cologne.
Par la suite, la sélection dispute les éliminatoires de la Coupe du monde 1954, cette phase est constituée d'un match aller-retour disputé contre le Portugal ; lors du match aller disputé à domicile, les Danubiens s'imposent sur le score fleuve de neuf buts à un ; lors du match retour, l'Autriche assure la qualification en obtenant le match nul (0-0),.
La Fédération autrichienne est membre de l'UEFA depuis sa création en 1954. Un Autrichien, le Docteur Josef Gerö, fait partie du premier comité directeur de l'UEFA, comptant six membres. Cette même année, l'équipe des Ernst Stojaspal, Ernst Ocwirk et Gerhard Hanappi fit encore mieux lors du Mondial 1954 en terminant troisième, ce qui reste encore aujourd'hui le meilleur résultat d'une équipe autrichienne en coupe du monde. Les joueurs de Walter Nausch, ancien membre de la Wunderteam des années 1930, débute au premier tour par un succès (1-0) grâce à un but de Erich Probst à la demi-heure de jeu contre l’Écosse,, puis face à la Tchécoslovaquie le doublé d'Ernst Stojaspal et le triplé d'Erich Probst permettent aux autrichiens de s'imposer (5-0),,. En quart de finale, l'Autriche s'impose au cours d'une partie historique, contre la Suisse, nation hôte de l'épreuve, l'Autriche pourtant menée de trois buts au bout de vingt minutes, réussi à renverser la rencontre pour s'imposer sur le prolifique score de 7 buts à 5,, l'Autriche est largement battue en demi-finale contre la Nationalmannschaft allemande (1-6),,. Lors du match pour la troisième place, les Autrichiens s'impose face à l'Uruguay sur le score de 3 buts à 1,.
L'Autriche dispute à compter de 1955 la sixième et dernière édition de la Coupe internationale, une nouvelle fois l'Autriche termine la compétition à la 3e place. L'année suivante les autrichiens entament leur campagne de qualification pour la Coupe du monde 1958, l'Autriche est placée au sein du groupe 5 en compagnie du Luxembourg et des Pays-Bas. Les débuts de l’Autriche sont réussis avec deux succès à domicile, lors de la troisième journée les hommes de Josef Argauer ramènent un précieux match nul des Pays-Bas avant le conclure la campagne de qualification en septembre 1957 par un large succès au Luxembourg.
Lors de la Coupe du monde 1958 disputée en Suède, placée dans le groupe D, le parcours Autrichien est décevant, il débute avec deux défaites contre le Brésil (3-0) puis contre l'URSS (2-0), lors de la dernière l'Autriche partagent les points avec l'Angleterre, l'Autriche en prenant la dernière place du groupe est éliminée dès le premier tour,.

### Vingt ans d'échecs (1958-1978)
Après le mondial suédois, la sélection autrichienne prend part à la première édition de la Coupe d'Europe des nations, organisée par l'UEFA. Les Autrichiens font leurs débuts dans la compétition le 20 mai 1959 face à la Norvège. Au stade Ullevaal d'Oslo, ils s'imposent (1-0) lors du match aller de leur huitième de finale (3-1). Au retour, les autrichiens, l'emportent de nouveau, le score a cependant plus d'ampleur (5-2). En quarts de finale, l'Autriche affronte la France, lors du match aller, la France s'impose (5-2) au Stade olympique de Colombes, le retour disputé au Stade Prater est une nouvelle fois remporté par  la France (4-2).
En raison de difficultés financières l'Autriche ne participe pas aux éliminatoires de la Coupe du monde 1962 disputée au Chili,. L'Autriche participe ensuite aux qualifications de l'Euro 1964, exemptée de Tour préliminaire, l'équipe dirigée par Karl Decker rencontre en huitièmes de finale l'Irlande, lors du match aller les deux sélections font match nul à Vienne, lors du match retour l'Autriche s'incline (3-2) dans les dernières secondes. Après deux nouvelles défaites en amical en Hongrie puis en Italie, le sélectionneur Karl Decker quitte ses fonctions.
Eduard Frühwirth prend la tête de la sélection autrichienne en 1965, dans le cadre des éliminatoires, l'Autriche est placée dans le groupe 6 avec l'Allemagne de l'Est et la Hongrie. Lors du premier match disputé à domicile, l'Autriche réussit à faire match nul contre la RDA, l'Autriche s'incline par la suite deux fois contre la Hongrie, lors de la dernière journée l'Autriche s'incline en RDA, avec trois défaites et un nul, l'Autriche qui prend la dernière place du groupe est éliminé de la Coupe du monde 1966. Dix jours plus tôt l'Autriche remporte tout de même un succès de prestige (3-2) face à l'Angleterre à Wembley, devenant la troisième équipe d'Europe continentale à s'imposer en Angleterre.
Au cours de l'année 1965, l'Autriche participe aux éliminatoires du championnat d'Europe 1968 au sein du groupe 3 en compagnie de la Finlande, de la Grèce et de l'URSS, l'Autriche termine 3e groupe avec un bilan de deux victoires, d'un nul et de deux défaites. Durant cette période, l'Autriche avec le FK Austria Vienne se montre comme un précurseur, en affichant des sponsors sur leur maillot, comme la brasserie Schwechater.
Le slovaque Leopold Šťastný devient sélectionneur en 1968, une nouvelle fois l'Autriche est éliminée lors des éliminatoires, l'Autriche avec trois victoires pour autant de défaite termine 3e derrière l'Allemagne de l’Ouest et l'Écosse, devançant seulement l'équipe de Chypre. Les hommes de Leopold Šťastný enchaînent avec les éliminatoires de l'Euro 1972, l'Autriche termine à la 2e place du groupe derrière l'Italie et devant la Suède et l'Irlande.
Toujours conduite par Leopold Šťastný, l'Autriche participe à partir d'avril 1972 aux éliminatoires de la Coupe du monde 1974, l'Autriche fait partie du groupe 1, avec la Hongrie, Malte et la Suède. Les débuts de l'Autriche sont idéaux avec deux succès lors des deux premiers matchs disputés à domicile, (4-0) face à Malte notamment grâce au triplé de Josef Hickersberger puis (2-0) face à la Suède, lors de la réception de la Hongrie, les deux équipes se neutralisent (2-2), l'Autriche continue par un succès à Malte, lors du match retour à Budapest, hongrois et autrichiens se séparent sur le même score qu'à l'aller, lors de l'ultime match l'Autriche à la possibilité de se qualifier mais échoue en Suède (2-3), Suède et Autriche terminent à égalité avec huit points et une différence de but de +7, un match de barrage est disputé entre les deux sélections le 28 novembre 1973 au Parkstadion de Gelsenkirchen, l'Autriche s'incline (1-2), mettant un terme à sa campagne.
L'Autriche participe ensuite aux qualifications de l'Euro 1976, cette campagne de qualification termine une nouvelle fois par un échec, l'équipe fait partie du groupe 2 avec la Hongrie, le Luxembourg et le Pays de Galles. Le départ de l'Autriche est bon avec deux succès sur le score de deux buts à un, à domicile contre les Gallois puis au Luxembourg, lors de la réception de la Hongrie, les deux pays font match nul (0-0), l'Autriche s'incline ensuite à Budapest, le sélectionneur Šťastný quitte alors son poste. Le yougoslave Branko Elsner dirige les deux derniers matchs de l'Autriche, il débute par un succès face au Luxembourg avant de s'incliner lors match décisif pour la qualification disputé au Pays de Galles.

### Retour régulier en Coupe du monde (1978-1998)
En 1976, dans l'optique des éliminatoires de la Coupe du monde 1978, Helmut Senekowitsch est nommé sélectionneur. L'Autriche est affectée au groupe 3 avec l'Allemagne de l'Est, Malte et la Turquie. Invaincu et signant face à la sélection maltaise le plus large succès de son histoire (9-0), l'Autriche se qualifie pour sa première Coupe du monde depuis 20 ans en battant la Turquie au Stade İzmir Atatürk, grâce à un but de Herbert Prohaska inscrit en seconde mi-temps. Reversée dans le groupe 3 avec le Brésil, l'Espagne et la Suède, l'Autriche débute dans le mondial argentin par une victoire 2-1 face à l'Espagne, puis assure sa qualification pour le second tour en battant la Suède 1-0, but de Johann Krankl : la défaite 1-0 face au Brésil ne change rien au classement. Cette édition voit l'organisation d'un second tour, où l'Autriche est affectée au groupe A, avec la RFA, l'Italie et les Pays-Bas. Battue 5-1 par les Pays-Bas puis 1-0 par l'Italie, l'Autriche est mathématiquement éliminée avant même sa confrontation face à la sélection allemande, pourtant restée dans l'Histoire comme miracle de Cordoba, « match le plus mythique de l'histoire du pays », cette victoire 3-2 étant la première face à l'Allemagne depuis 1931 et privant la sélection de jouer la finale.
Karl Stotz succède à Senekowitsch peu après le Mondial et mène l'équipe aux éliminatoires de l'Euro 1980, où l'Autriche fait partie du groupe 2. En dépit des performances récentes de la sélection, l'Autriche ne termine que deuxième derrière la Belgique et n'est pas qualifiée. Karl Stotz reste toutefois à la tête de la sélection, qui se qualifie pour son second Mondial consécutif grâce à une deuxième place acquise dans le groupe 1, juste derrière la RFA. Ce succès est néanmoins suivi par un changement à la tête de l'équipe, avec l'arrivée du duo Georg Schmidt-Felix Latzke. En Espagne, l'Autriche s'impose (1-0) face au Chili grâce à un but de Walter Schachner, puis bat l'Algérie (2-0),, le troisième match face à la RFA est décisif : l'Autriche s'incline (1-0), à l'issue d'un match surnommé match de la honte car supposément « arrangé », le résultat qualifiant les deux équipes pour la suite de la compétition,. Au second tour, l'Autriche termine deuxième après une défaite 1 - 0face à l'équipe de France et un match nul contre l'Irlande du Nord.
Avant les éliminatoires de l'Euro 1984, Erich Hof devient sélectionneur. Il débute par trois succès suivis par un match nul face à l'Allemagne de l'Ouest; la phase retour est intégralement disputé à l'extérieur, le premier disputé en Albanie est remporté mais l'Autriche s'incline lors des trois rencontres suivantes, finissant troisième derrière la RFA et l'Irlande du Nord. Erich Hof reste sélectionneur pour les éliminatoires de la Coupe du monde 1986, son équipe fait partie du groupe 5 avec Chypre, la Hongrie et les Pays-Bas. Malgré un bilan de deux victoires et une défaite en phase aller, Hof est remplacé par le Yougoslave Branko Elsner, qui commence la phase retour par une défaite 3-0 à domicile contre la Hongrie avant d'enchaîner avec un match nul (1-1) aux Pays-Bas. La large victoire de l'Autriche à Chypre est insuffisante pour qualifier la sélection. Elsner reste sélectionneur pour les éliminatoires de l'Euro 1988. Dans le groupe 1 avec l'Albanie, l'Espagne et la Roumanie, son bilan de deux victoires, un match nul et trois défaites ne porte la sélection autrichienne qu'à la troisième place, encore une fois insuffisante pour se qualifier.
L'ancien international Josef Hickersberger, auparavant à la tête des espoirs, devient sélectionneur de l'Autriche en 1988. Aux éliminatoires de la Coupe du monde 1990, l'Autriche se qualifie pour le mondial italien en prenant la 2e place derrière l'URSS, devançant la Turquie, la RDA et l'Islande. Lors de la phase finale l'équipe d'Autriche fait partie du groupe A avec l'Italie, la Tchécoslovaquie et les États-Unis. L'Autriche fait ses débuts dans la compétition au Stadio Olimpico de Rome contre l'Italie et s'incline 1-0 sur un but de Schillaci en fin de match. Son élimination est scellée par sa défaite sur le même score face à la Tchécoslovaquie, Michal Bílek inscrit le seul but de la rencontre sur pénalty. Face aux États-Unis, dans un match sans enjeu, Ogris et Rodax offrent à l'Autriche sa seule victoire (2-1), insuffisant cependant pour accéder aux huitièmes de finale.
Les débuts des éliminatoires de l'Euro 1992 sont catastrophiques pour l'Autriche, qui perd de manière tout à fait inattendue face aux îles Féroé (1-0), le sélectionneur Josef Hickersberger quitte alors ses fonctions. Alfred Riedl le remplace, mais lors du match suivant, la sélection s'incline encore, face à la Yougoslavie. Bien qu'ayant remporté le match retour face aux îles Féroé, une nouvelle défaite face au Danemark entraîne la nomination de Dietmar Constantini à la place de Riedl. Les deux dernières rencontres sont perdues, et l'Autriche termine avant-dernière, grâce à une différence de but favorable.
Ernst Happel reprend la sélection autrichienne en 1992, après deux matchs disputés lors des éliminatoires de la Coupe du monde 1994, un succès contre Israël et une défaite en France, le sélectionneur décède quelques jours plus tard, Herbert Prohaska dirige la sélection pour la fin des éliminatoires, avec un total de seulement trois victoires, l'Autriche ne prend que la 4e place. Prohaska dirige l'Autriche pour les éliminatoires de l'Euro 1996, une nouvelle fois l'Autriche termine 4e de son groupe, à seulement un point de la seconde place, devancé par le Portugal, l'Irlande et l'Irlande du Nord.
L'Autriche réussit ses éliminatoires de la Coupe du monde 1998, en prenant la première place du groupe devançant l'Écosse, la Suède, la Lettonie, l'Estonie et la Biélorussie. Le bilan autrichien est de huit succès en dix rencontres : seule l'Écosse tient en échec la sélection autrichienne avant de la battre à l'extérieur. En France, l'Autriche est affectée au groupe B, avec l'Italie, le Cameroun et le Chili. L'Autriche débute au Stadium de Toulouse par un match nul (1-1) face au Cameroun en égalisant dans les dernières secondes par Anton Polster. L'Autriche enchaîne un second nul (1-1) face au Chili, avec un scénario globalement similaire, Ivica Vastić égalisant dans le temps additionnel. Enfin, face à l'Italie, l'Autriche s'incline 2-1 malgré la réduction du score d'Andreas Herzog sur penalty dans le temps additionnel, l'Autriche termine 3e du groupe et est éliminée.

### Décennie sans phase finale (1998-2008)
Herbert Prohaska dirige l'équipe d’Autriche lors du début des éliminatoires de l'Euro 2000, l'Autriche fait partie du groupe 6, avec Chypre, l'Espagne, Israël et Saint-Marin. Le bilan des trois premières journées sont satisfaisante, match nul à domicile contre Israël puis deux succès à Chypre et Saint-Marin, lors du déplacement en Espagne, les hommes d'Herbert Prohaska enregistrent une sévère défaite (9-0), le sélectionneur dirige l'équipe lors du large succès face à Saint-Marin le mois suivant avant d'être remplacé par Otto Barić au poste de sélectionneur, sa prise de fonction est marquée par une nouvelle déroute à l'extérieur (5-0) en Israël puis une large défaite à domicile face à l'Espagne, lors du dernier match sans enjeux l'Autriche s'impose face à Chypre, l'Autriche termine troisième à égalité de point avec Israël, la différence de but largement en défaveur des autrichien les empêches d'accéder aux barrages.
Dans le cadre des éliminatoires de la Coupe du monde 2002, l'Autriche affronte une nouvelle fois l'Espagne et Israël, la Bosnie-Herzégovine et le Liechtenstein font également partie du groupe, l'Autriche termine 2e du groupe accédant aux barrages, l'Autriche y affronte la Turquie, après une courte faite à domicile (0-1), les autrichiens s’inclinent lourdement en Turquie (5-0) mettant fin au parcours autrichien.
Johann Krankl devient sélectionneur en 2002, il dirige l'équipe d'Autriche lors des éliminatoires de l'Euro 2004, l'Autriche fait partie d'un groupe de cinq équipes avec la Biélorussie, la Moldavie, les Pays-Bas et la République tchèque. Les débuts autrichiens sont bons avec deux succès lors des deux premières rencontres, (2-0) face à la Moldavie puis en Biélorussie, cependant la suite est plus sombre pour l'Autriche avec cinq défaites et une seule victoire lors des six dernières journées, l’Autriche termine 3e du groupe à dix points de la seconde place.

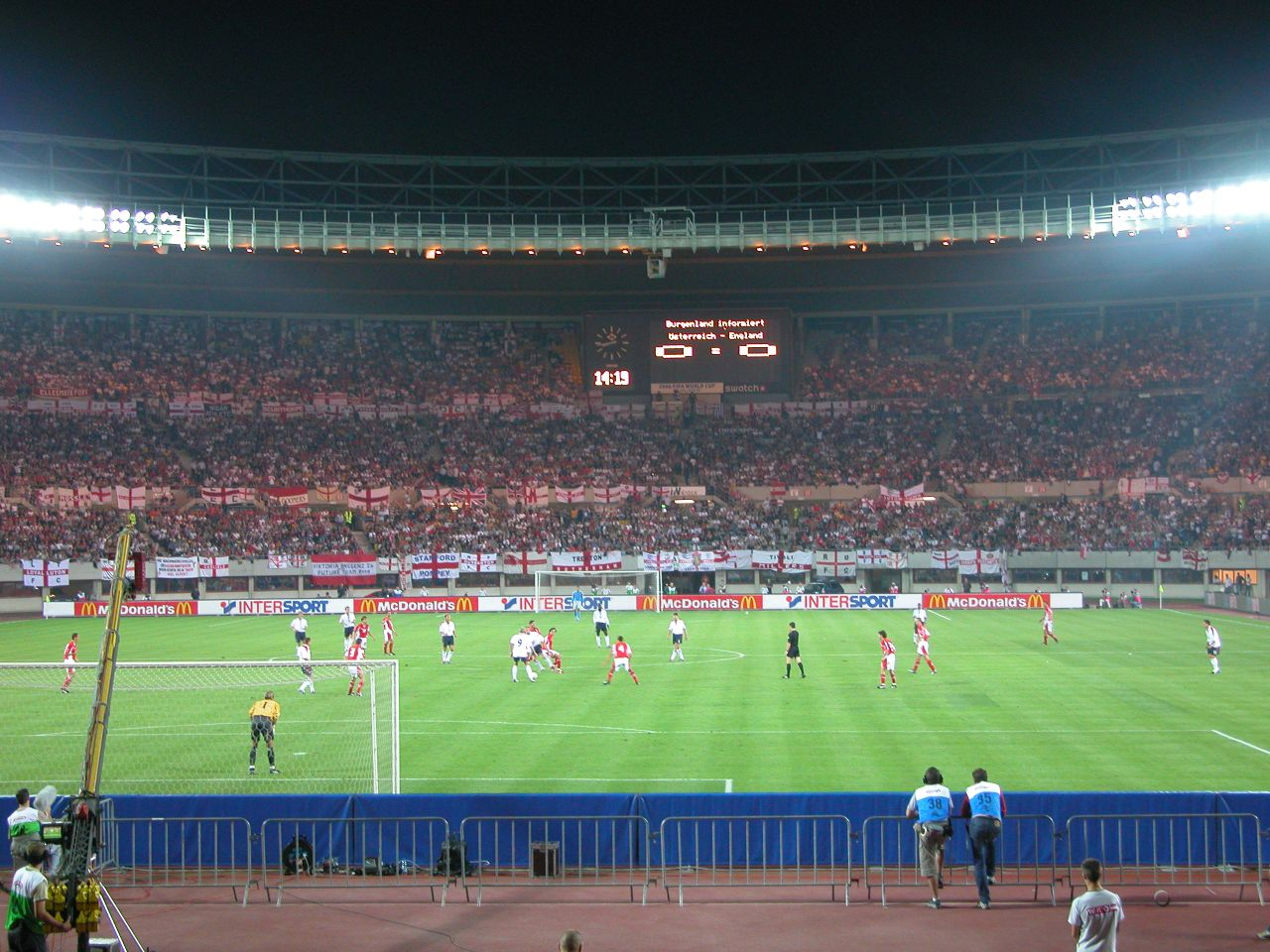
Match opposant l'Autriche et l'Angleterre pour les éliminatoires de la Coupe du monde de 2006.

Lors des éliminatoires de la Coupe du monde 2006, l'Autriche est placée dans le groupe 6 avec, l'Angleterre, l'Azerbaïdjan, l'Irlande du Nord, le Pays de Galles et la Pologne. Avec un bilan de quatre victoires pour trois nuls et trois défaites l'Autriche termine 3e de son groupe de qualification loin cependant de la place de barragiste.

### Premières qualifications européennes (depuis 2008)

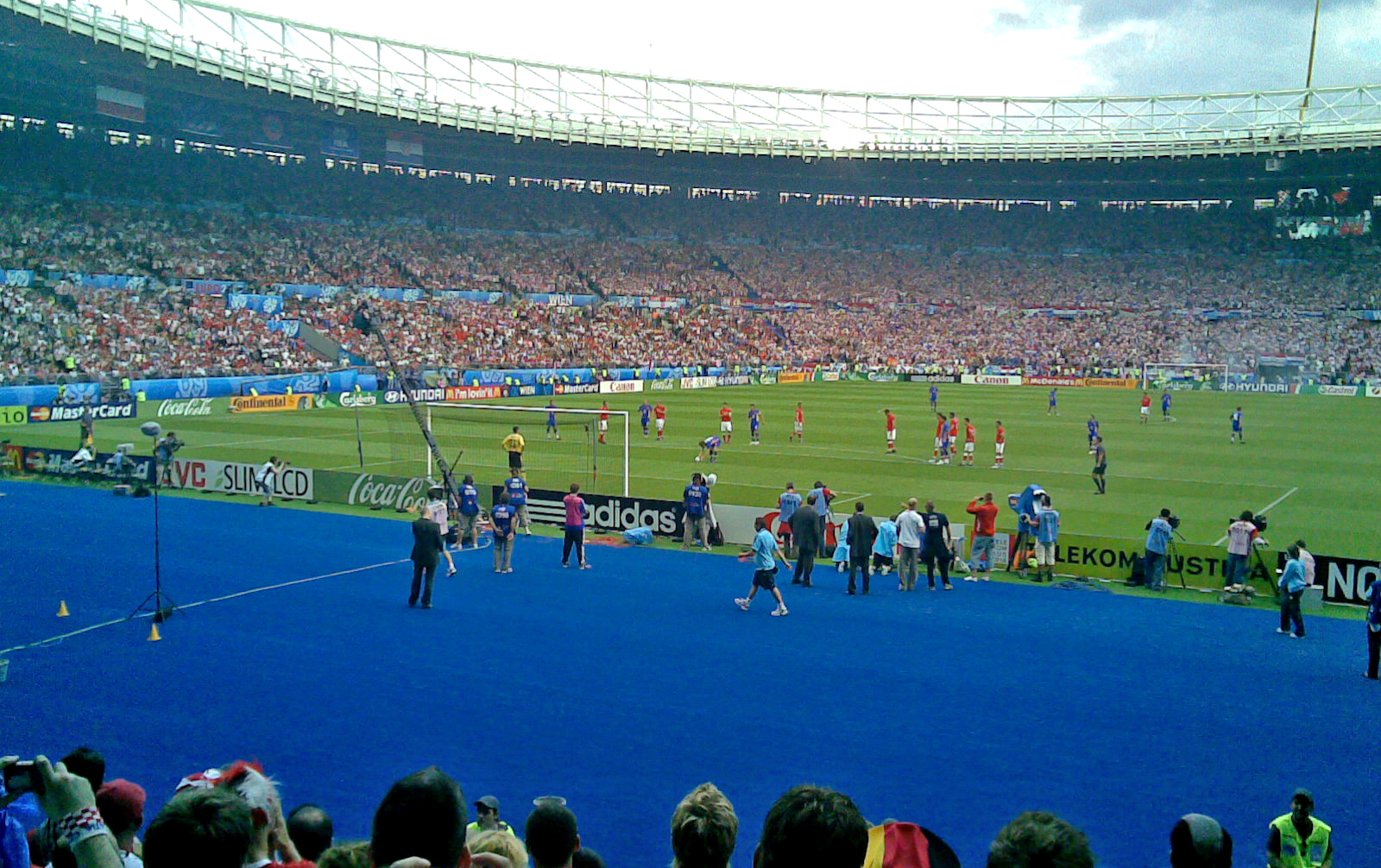
Match Autriche-Croatie le 8 juin 2008.

Le choix, le 12 décembre 2002, de la candidature austro-suisse à l'organisation de l'Euro 2008 entraîne la qualification d'office de l'équipe d'Autriche à la compétition, la première depuis 1960. À la veille de l'Euro, en raison des mauvais résultats de la sélection (deux victoires en seize matchs amicaux) la population autrichienne ne croit pas en les chances de son équipe et craint qu'elle ne semble « ridicule » aux yeux de l'Europe. La pétition L'Autriche sait se tenir, réclamant le retrait de l'équipe au vu de « son faible niveau » (85e dans le classement FIFA) est lancée en septembre 2007, et recueille 10 000 signatures en un mois. L'auteur de cette pétition écope de  1 500 € d'amende pour « atteinte à l'image de la patrie ».
Lors du tirage au sort des groupes pour l'Euro en décembre 2007 à Lucerne en Suisse, l'Autriche placée dans le groupe B tombe sur un des favoris de la compétition : l'Allemagne. La Croatie et la Pologne complètent le groupe. Pour son premier match, face à la Croatie, l'équipe d'Autriche perd 1-0 sur un penalty concédé dès la 4e minute et transformé par Luka Modrić. Ce résultat est toutefois générateur d'espoir et la sélection, après une intense domination initialement non récompensée par la maladresse des attaquants autrichiens, obtient finalement le match nul face à la Pologne (1-1), en égalisant à la 93e minute grâce à un penalty transformé par Ivica Vastić, qui est devenu le plus vieux buteur de la compétition à 38 ans et demi. Dans une rencontre déséquilibrée, l'Allemagne bat l'Autriche « sans briller » (1-0, l'unique but ayant été inscrit en début de 2e période) et se qualifie aux dépens du onze autrichien, classé troisième grâce à une meilleure différence de buts que les Polonais, également battus contre Allemands et Croates. Josef Hickersberger quitte ses fonctions peu après.
Le sélectionneur tchèque Karel Brückner est nommé à la tête de la sélection autrichienne dans l'optique de la Coupe du monde de 2010. L'équipe autrichienne commence bien sa campagne de qualification en battant la France, pourtant favorite, à Vienne (3-1). Par la suite, malgré ce succès, l'équipe est battue par la Lituanie (2-0) et tenue en échec par les îles Féroé (1-1). Ces résultats décevants entraînent un départ négocié de Brückner, qui n'a obtenu qu'une victoire en sept matchs disputés. Peu après, Dietmar Constantini est appointé au poste de sélectionneur.

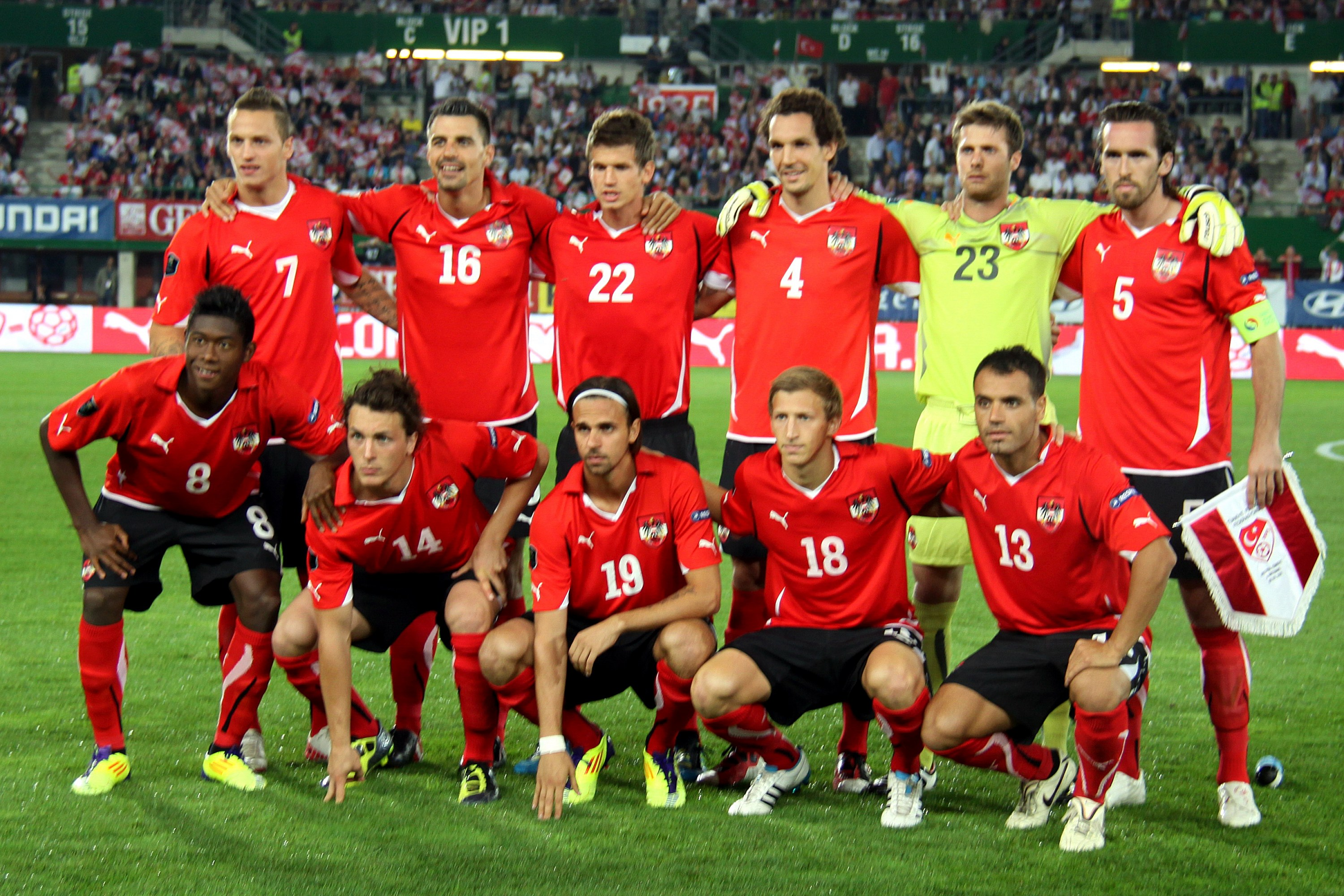
L'équipe autrichienne avant le match contre la Turquie le 6 septembre 2011.

Ne parvenant pas à se qualifier pour le Mondial en Afrique du Sud, la sélection autrichienne se focalise sur les éliminatoires de l'Euro 2012, où elle est placée dans le groupe de l'Allemagne, la Turquie, la Belgique, du Kazakhstan et de l'Azerbaïdjan. Victorieuse face au Kazakhstan et à l’Azerbaïdjan, la sélection ne parvient plus à gagner et est mathématiquement éliminée avant même la fin des éliminatoires. Ces résultats entraînent le non-renouvellement du contrat de Constantini, qui démissionne de ses fonctions de sélectionneur peu de temps après. Willibald Ruttensteiner, qui assure l'intérim, remporte la rencontre suivante, face à l'Azerbaïdjan, et fait match nul face au Kazakhstan. Avec un bilan de trois victoires, quatre défaites et quatre nuls, l'Autriche, quatrième, n'est pas qualifiée pour l'Euro.
À l'aube de l'année 2012, la fédération autrichienne nomme Marcel Koller comme sélectionneur. L'équipe s'engage dans les éliminatoires de la Coupe du monde de 2014 où elle retrouve l'Allemagne et le Kazakhstan dans le groupe C; les autres sélections étant Suède, l'Irlande et les îles Féroé. Peu avant, à la suite d'un match de préparation contre l'équipe de Turquie, le joueur Paul Scharner est exclu de la sélection en raison d'un conflit l'opposant au sélectionneur. Défaite deux fois par l'Allemagne et une fois par la Suède de Zlatan Ibrahimović, l'Autriche finit troisième, à trois points des barrages de qualification.
Pour les qualifications au championnat d'Europe de football de 2016, l'Autriche est placée en compagnie de la Russie, de la Suède et du Monténégro notamment, mais aussi des modestes équipes de Moldavie et du Liechtenstein. La sélection commence par un nul face à la Suède à domicile (1-1). Elle signe ensuite une victoire à l'extérieur contre la Moldavie (1-2) et s'impose à domicile contre le Monténégro (1-0) et prend la tête du groupe avec 7 points contre 6 pour la Russie et la Suède. Les Autrichiens signent une 3e victoire consécutive à domicile face à la Russie (1-3) avant de l'emporter largement au Liechtenstein sur le score fleuve de 5-0. L'Autriche l'emporte à l'extérieur à Moscou grâce à un but de Janko à la 33e minute puis à domicile face à la Moldavie sur le même score. L'Autriche l'emporte largement sur la Suède à Stockholm lors de la 8e journée sur le score de 1-4, Ibrahimović réduisant la marge dans le temps additionnel, et elle se qualifie sportivement à un championnat d'Europe pour la première fois de son histoire le 8 septembre 2015 en s'assurant la première place. Lors de la 9e journée, l'Autriche s'impose au Monténégro sur le score de (3-2) après avoir été mené au score à deux reprises avant de signer une dernière victoire (3-0) sur le Liechtenstein à Vienne. Avec un bilan impressionnant de neuf victoires et d'un match nul, l'Autriche passe de la 40e place à l'aube des éliminatoires à la 10e place du classement FIFA après les éliminatoires.
Grâce à son quasi sans-faute en éliminatoire, l'Autriche est placé dans le chapeau 2 et tombe dans le groupe le moins relevé de la compétition en compagnie du Portugal, favori du groupe, du voisin et rival hongrois qui participe à sa première compétition internationale depuis trente ans et de l'Islande, novice dans toutes compétitions officielles et se positionne comme principale outsider. Lors du derby des descendants de l'Empire austro-hongrois, la Hongrie met fin à la série de neuf victoires de l'Autriche en compétition en s'imposant lors d'un match disputé sur le score de 2-0. La sélection autrichienne parvient toutefois à tenir le nul face au Portugal de Cristiano Ronaldo qui a notamment raté un penalty (0-0). Avec un bilan d'une défaite et d'un match nul, l'Autriche a besoin d'une victoire pour se qualifier en huitième de finale face à l'Islande mais subit sa 2e défaite dans le temps additionnel (2-1).
Elle échoue à se qualifier pour la Coupe du monde 2018, terminant seulement 4e de son groupe éliminatoire, avec un bilan de 4 victoires, 3 matchs nuls et 3 défaites. Elle se qualifie en revanche aisément pour l'Euro 2021 en terminant 2e de son groupe de qualifications avec un bilan de 6 victoires, un match nul et 3 défaites. Dans le groupe 1 de la Ligue B lors de la 2e édition de Ligue des nations, l'Autriche obtient sa promotion en Ligue A avec un bilan de 4 victoires, un match nul et une défaite.
Lors de l'Euro 2021, l'Autriche se trouve dans le groupe C en compagnie des Pays-Bas, le favori du groupe qui dispute l'intégralité de ses matchs de poule à domicile, de l'Ukraine, qui comme elle dispute sa 3e phase finale continentale sans avoir encore dépassé le 1er tour et de la Macédoine du Nord, novice dans une grande compétition internationale et qu'elle avait battu à deux reprises lors de la phase qualificative. Elle obtient la première victoire de son histoire lors d'une phase finale d'un Euro en venant à bout de la Macédoine du Nord pour son entrée en lice (3-1) en ayant inscrit les deux buts décisifs dans le dernier quart d'heure, mais elle est ensuite battue par les Pays-Bas (0-2). L'Autriche termine 2e de son groupe en obtenant un court succès sur l'Ukraine (1-0) et réussit également pour la première fois de son histoire à rallier la phase à élimination directe. Opposée à l'Italie, qui avait jusqu'alors réussi un sans-faute et futur vainqueur de la compétition, en 1/8e de finale, l'Autriche s'incline d'une courte tête en prolongations (1-2) non sans avoir réalisé une performance de haute volée ; Marko Arnautović ayant cru offrir un avantage décisif à son équipe à la 65e minute alors que le score était encore vierge avant d'être signalé hors-jeu à la suite d'une intervention du VAR. Les Italiens font la différence en marquant deux fois au cours de la première période des prolongations, la réduction du score de Saša Kalajdžić à six minutes du terme est insuffisante pour permettre aux hommes de Franco Foda de renverser la vapeur.
Lors des éliminatoires pour la Coupe du monde 2022, l'Autriche termine seulement 4e de son groupe avec 16 points, pour un bilan de 5 victoires, un nul et 4 défaites. Elle est cependant éligible aux barrages grâce à sa position lors de la Ligue des nations 2020-2021 et doit d'abord négocier un déplacement au Pays de Galles. L'Autriche est battue par les Gallois lors de la demi-finale de barrages (1-2), Marcel Sabitzer n'ayant pu que réduire le score alors que Gareth Bale a inscrit un doublé décisif pour les Dragons, et ne se qualifie donc pas pour la Coupe du monde au Qatar.

## Composition

### Joueurs

#### Provenance des joueurs
Jusqu'aux années 1910, la majorité des internationaux jouent en championnat d'Autriche. Cependant, l'équipe nationale compte dès ses débuts des joueurs évoluant à l'étranger. Le premier international autrichien à évoluer à l'étranger est le gardien de but Karl Pekarna transféré du First Vienna au Rangers FC en 1905. À partir de 1919, de nombreux joueurs juifs hongrois sont forcés à quitter le pays à cause du régime antisémite en place, et rejoignent notamment l'Autriche. Plusieurs autrichiens jouent en première division italienne dans les années 1920, par exemple Fritz Kreutzer au Torino et à Naples, Ferdinand Schachinger et Rudolf Soutschek à Biellese, le premier international autrichien d'envergure à évoluer en Italie est Ernst Ocwirk à la Sampdoria, le nombre des internationaux autrichien à évoluer en Italie augmente sensiblement à partir des années 2000. D'autres jouent en France, où le nombre de joueurs autrichiens est important à la fin des années 1930, parmi les internationaux Rodolphe Hiden et Auguste Jordan évoluent au RC Paris, Ernst Happel y évolue également au cours des années 1950.
Tous les joueurs autrichiens des Coupe du monde 1934, 1954 et 1958 jouent dans le championnat local, sur les vingt-deux sélectionnés pour la Coupe du monde 1978, cinq évoluent à l'étranger : trois en Allemagne, un en Belgique et un aux Pays-Bas. Lors de l'édition suivante, six joueurs évoluent à l'étranger : deux en Allemagne, deux en Italie, un en Espagne et un en Suisse. À la Coupe du monde 1990, seul l'attaquent Anton Polster du FC Séville provient d'un club non-autrichien. En 1998, 10 des 22 sélectionnés jouent hors d'Autriche, six évoluent en Allemagne, ainsi qu'un joueur dans chacun des pays suivants, Angleterre, Espagne Italie et France. Lors de l'Euro 2008 dix des vingt-trois sélectionnés évoluent à l'étranger.
L'Austria Vienne suivie de près par le Rapid Vienne sont en nombre de représentations les deux principaux pourvoyeurs de la sélection autrichienne, ils sont suivis par le First Vienna FC 1894 et le Wiener Sport-Club, clubs historiques des débuts du football autrichien, dont les joueurs n'ont plus porté le maillot de la sélection nationale depuis 1990 pour le First Vienna FC 1894 et 1993 pour le Wiener Sport-Club, le club étranger le plus de fois représenté en équipe d'Autriche est le club allemand du Werder Brême.
En 2014, l'Autriche occupe le vingt-et-unième rang des pays exportateurs de joueurs vers les cinq grands championnats européens avec dix-sept joueurs évoluant principalement en Allemagne et en Italie.
Plusieurs joueurs autrichiens, à la suite d'émigrations, de déplacement forcés ou d’annexion, ont joué sous les couleurs d'autres sélections, notamment pour l'équipe d'Allemagne, du fait de l'Anschluss, vingt-huit internationaux autrichiens ont porté les couleurs allemandes entre 1938 et 1942, notamment qui a porté à vingt-trois reprises le maillot de l'Allemagne. De même cinq joueurs ont évolué pour la Tchécoslovaquie après avoir porté le maillot autrichien, Karel Koželuh, Karl Kanhäuser, Josef Sedláček, Jan Vaník, et le plus célèbre d'entre eux, le buteur Josef Bican qui a également porté le maillot de la Bohême et Moravie en 1939. Deux internationaux autrichiens ont évolué par la suite en équipe de France, Rodolphe Hiden qui compte une sélection en 1940 et Henri Hiltl qui joue deux matchs avec les bleues entre 1940 et 1944. Rudolf Rupec a porté le maillot autrichien à dix reprises avant d'évoluer pour la Yougoslavie de 1920 à 1924.

#### Joueurs importants
| Rang | Sélections | Joueur                | Carrière  | Buts |
| ---- | ---------- | --------------------- | --------- | ---- |
| 1    | 125        | Marko Arnautović      | 2009-     | 41   |
| 2    | 104        | David Alaba           | 2009-     | 15   |
| 3    | 103        | Andreas Herzog        | 1988-2003 | 26   |
| 4    | 100        | Aleksandar Dragović   | 2009-2022 | 2    |
| 5    | 95         | Toni Polster          | 1982-2000 | 44   |
| 6    | 93         | Gerhard Hanappi       | 1948-1964 | 12   |
| 7    | 86         | Karl Koller           | 1952-1965 | 5    |
| 8    | 84         | Bruno Pezzey          | 1975-1990 | 9    |
| 8    | 84         | Julian Baumgartlinger | 2009-2021 | 1    |
| 8    | 84         | Friedrich Koncilia    | 1970-1985 | 0    |

| Rang | Buts | Joueur            | Carrière  | Sélections | Ratio |
| ---- | ---- | ----------------- | --------- | ---------- | ----- |
| 1    | 44   | Toni Polster      | 1982-2000 | 95         | 0,46  |
| 2    | 41   | Marko Arnautović  | 2009-     | 125        | 0,32  |
| 3    | 34   | Hans Krankl       | 1973-1985 | 69         | 0,49  |
| 4    | 29   | Johann Horvath    | 1924-1934 | 46         | 0,63  |
| 5    | 28   | Erich Hof         | 1957-1968 | 37         | 0,76  |
| 5    | 28   | Marc Janko        | 2006-2019 | 70         | 0,4   |
| 7    | 27   | Anton Schall      | 1927-1934 | 28         | 0,96  |
| 8    | 26   | Matthias Sindelar | 1926-1937 | 43         | 0,6   |
| 8    | 26   | Andreas Herzog    | 1988-2003 | 103        | 0,25  |
| 10   | 24   | Karl Zischek      | 1931-1945 | 40         | 0,6   |

Josef Uridil, buteur emblématique du Rapid de Vienne est souvent considéré comme « la première star du football autrichien », connu également pour avoir signé de très nombreux contrats publicitaires avec diverses marques, qui exploitent la bonne image du joueur, surnommé le Tank. En 1999, les lecteurs du journal Kronen Zeitung ont élu le onze du siècle de l'équipe d'Autriche avec les joueurs suivants : Walter Zeman - Bruno Pezzey, Ernst Happel, Robert Sara - Andreas Herzog, Ernst Ocwirk, Herbert Prohaska, Gerhard Hanappi - Toni Polster, Matthias Sindelar, Hans Krankl

##### LeWunderteam(1920-1938)

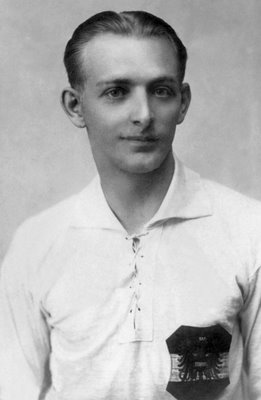
Matthias Sindelar, joueur majeur de la Wunderteam

Après la Première Guerre mondiale, le sélectionneur Hugo Meisl construit une équipe renommée qui atteindra sa maturité à la fin des années 1930, s'imposant comme l'une des meilleures sélections du monde. Surnommée le Wunderteam, les grands noms de cette sélection sont par exemple Matthias Sindelar, Anton Schall ou Josef Smistik.
Matthias Sindelar est l'un des meilleurs footballeurs autrichiens de tous les temps, il est un élément central du Wunderteam autrichien. Joueur de l'Austria Vienne à partir de 1924, il fait ses débuts internationaux en 1926 lors d'une rencontre contre la Tchécoslovaquie,,, il ouvre d'ailleurs le score à cette occasion. Au début des années 1930, il inscrit seize buts en autant de sélections. Sindelar fait partie de l'équipe demi-finaliste de la Coupe du monde 1934,, et marque un but en trois matchs. Son équipe, bien que favorite, s'incline face à l'Italie. Sindelar dispute le 19 septembre 1937 son dernier match international contre la Suisse,. Sindelar inscrit 26 buts, en 43 apparitions,. En 1938, l'Autriche est envahie par l'Allemagne nazie, Sindelar refuse alors de jouer pour l'Allemagne prétextant différentes blessures ainsi que son âge avancé,, le 23 janvier 1939 il est retrouvé mort aux côtés de sa compagne à Vienne,,.

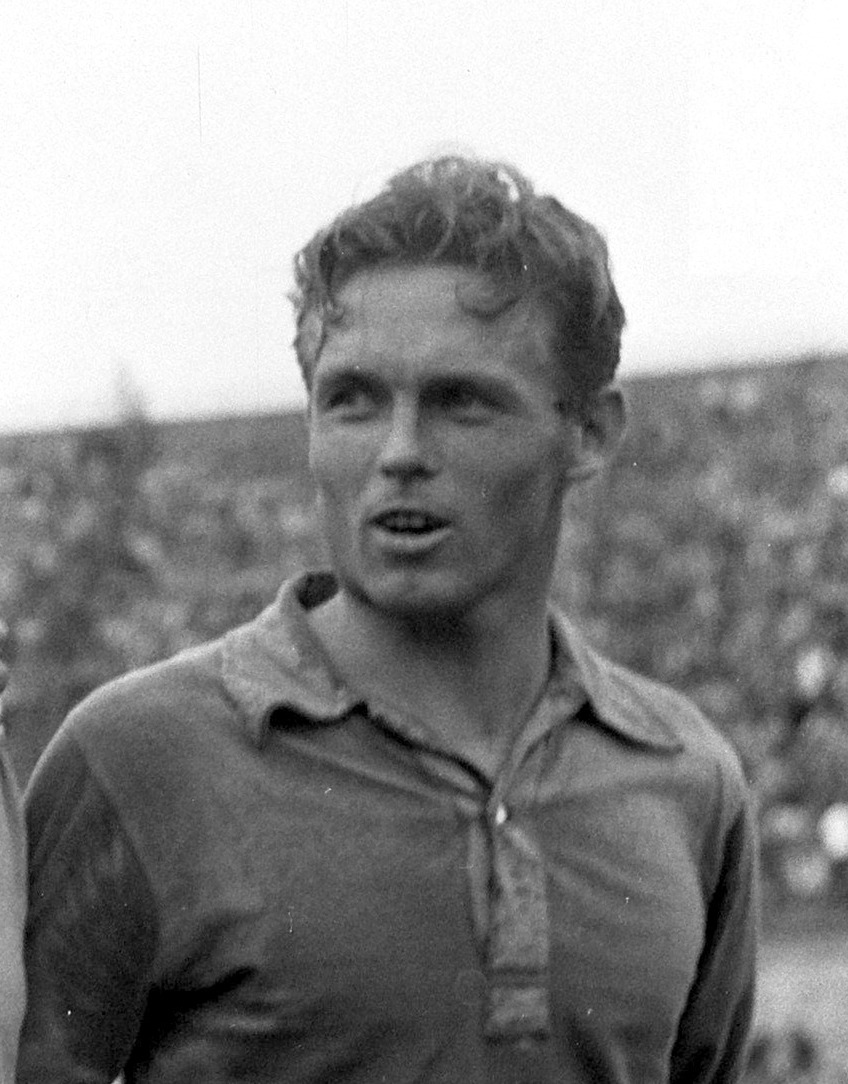
Gerhard Hanappi en 1953

Les trois attaquants Hans Horvath, Anton Schall et Josef Bican ont également marqué la sélection. Tous trois étaient présents en Italie pour disputer la Coupe du monde 1934. Hans Horvath, international entre 1924 et 1934, a été appelé à 46 reprises. Avec 29 buts, il est le 3e meilleur buteur de l'histoire de la sélection. Avec 27 buts en 28 sélections (de 1927 à 1934), Schall, également pièce maîtresse de l'Admira Vienne, se classe cinquième,. Josef Bican n'a été sélectionné que 19 fois, entre 1933 et 1936, pour 14 buts. Quittant l'Autriche pour le Slavia Prague, il évolue par la suite pour la Tchécoslovaquie, ainsi que pour la Bohême et Moravie, attaquant rapide et efficace des deux pieds, il est l'un des attaquants les plus prolifiques de l'histoire du football,.
Franz Binder fait partie des attaquants importants du football autrichien, il effectue toute sa carrière au Rapid Vienne avec lequel il remporte 4 titres de champion, il est également trois fois meilleur buteur du championnat, international entre 1933 et 1947, il compte 19 sélections et a inscrit 16 buts pour l’Autriche, il dispute 14 rencontres pour son pays avant la guerre puis 5 nouveaux matchs après la guerre, durant la Anschluss il porte les couleurs de l'Allemagne 9 fois avec laquelle il inscrit également 10 buts,.

##### La génération d'après-guerre (1945-1962)
Gerhard Hanappi évolue au poste d'arrière gauche et milieu de milieu de terrain, joueur du Wacker Vienne pendant trois saisons puis du Rapid Vienne de 1950 à 1965, il remporte le Champion d'Autriche à sept reprises. Hanappi fait ses débuts internationaux en 1948 lors d'un match amical face à la Suède,. Il participe aux Coupe du monde 1954 et 1958, il dispute son dernier match international en 1962, il compte 93 matchs pour la sélection autrichienne, il a également inscrit 12 buts pour son pays.
Ernst Ocwirk évolue au poste de milieu de terrain, il porte le maillot autrichien entre 1945 à 1962, il commence sa carrière au Floridsdorfer AC, il passe ensuite neuf saisons au Austria Vienne,, il remporte au cours de cette période ses trois premiers titres de champion ainsi que deux coupes, il rejoint ensuite l'Italie et la Sampdoria Gênes, Ocwirk y passe cinq saisons, disputant 164 rencontres, en 1961 il retourne à l'Austria Vienne, où il passe ses deux dernières saisons avant sa retraite. Avec la sélection, il fait ses débuts à 19 ans, il dispute les Jeux olympiques 1948 puis la Coupe du monde 1954, il compte 6 buts en 62 apparitions internationales.

##### Principaux joueurs des années 1960 à 1990
L'attaquant Hans Krankl est un des joueurs majeurs des années 1970 et 1980, il évolue notamment au Rapid Vienne de 1972 à 1978 puis de 1981 à 1986, entretemps il passe deux saisons au FC Barcelone, où il est Pichichi 1979, et une au First Vienna FC. Soulier d'or européen en 1978 avec 41 buts, Krankl dispute deux Coupes du monde sous le maillot autrichien, en 1978 et en 1982 : il inscrit 34 buts en 69 matchs pour l'Autriche.
Herbert Prohaska évolue au poste de meneur de jeu, il fait partie des joueurs majeurs de l'histoire de l'Austria Vienne, il y passe huit saisons de 1972 à 1980, il rejoint ensuite l'Inter Milan pour deux saisons puis l'AS Rome pour une année ponctuée du titre de champion, il fait ensuite son retour à l'Austria Vienne pour six nouvelles saisons, il remporte avec le club de Vienne le championnat à 7 reprises ainsi que 4 Coupe d'Autriche. International entre 1974 et 1989, il compte 83 sélections pour 10 buts marqués,, il participe aux Coupe du monde 1978 et 1982 en tant que joueur avant de participer en tant que sélectionneur en 1998.
Andreas Herzog, international durant 15 ans, il est un joueur majeur du football autrichien des années 1990, formé au Rapid Vienne, il rejoint en 1992 l'Allemagne, il passe ses trois premières années au Werder Brême remportant la Bundesliga 1993 et sa première Coupe d'Allemagne en 1994, il passe une saison au Bayern Munich en 1995-1996 saison ponctuée d'un titre, la Coupe UEFA, il retourne ensuite au Werder Brême pour six nouvelles années, il passe deux saisons dans son club formateur le Rapid Vienne avant de terminer sa carrière au Los Angeles Galaxy en 2004. Andreas Herzog a participé aux Coupe du monde 1990 et 1998, il compte 103 sélections en équipe nationale et a inscrit 26 buts, il est le recordman de sélection en équipe d'Autriche.
Anton Polster est l'attaquant de la sélection pendant plus de quinze ans, joueur de Austria Vienne de 1982 à 1987, il fait ses débuts internationaux dès 1982, il évolue ensuite dans différents championnats, en Italie avec le Torino, en Espagne notamment au Séville FC, puis en Allemagne au FC Cologne et au Borussia Mönchengladbach, avant de terminer sa carrière en Autriche à l'Austria Salzbourg, excellent buteur, il termine trois fois meilleur buteur du Championnat d'Autriche entre 1985 et 1987. En équipe nationale, Polster a participé à deux coupes du monde en 1990 et en 1998, il met un terme à sa carrière internationale en 2000, il compte 95 sélections et est avec 44 buts inscritsle meilleur buteur de l'histoire de l'équipe d'Autriche,.

##### La sélection depuis 2002

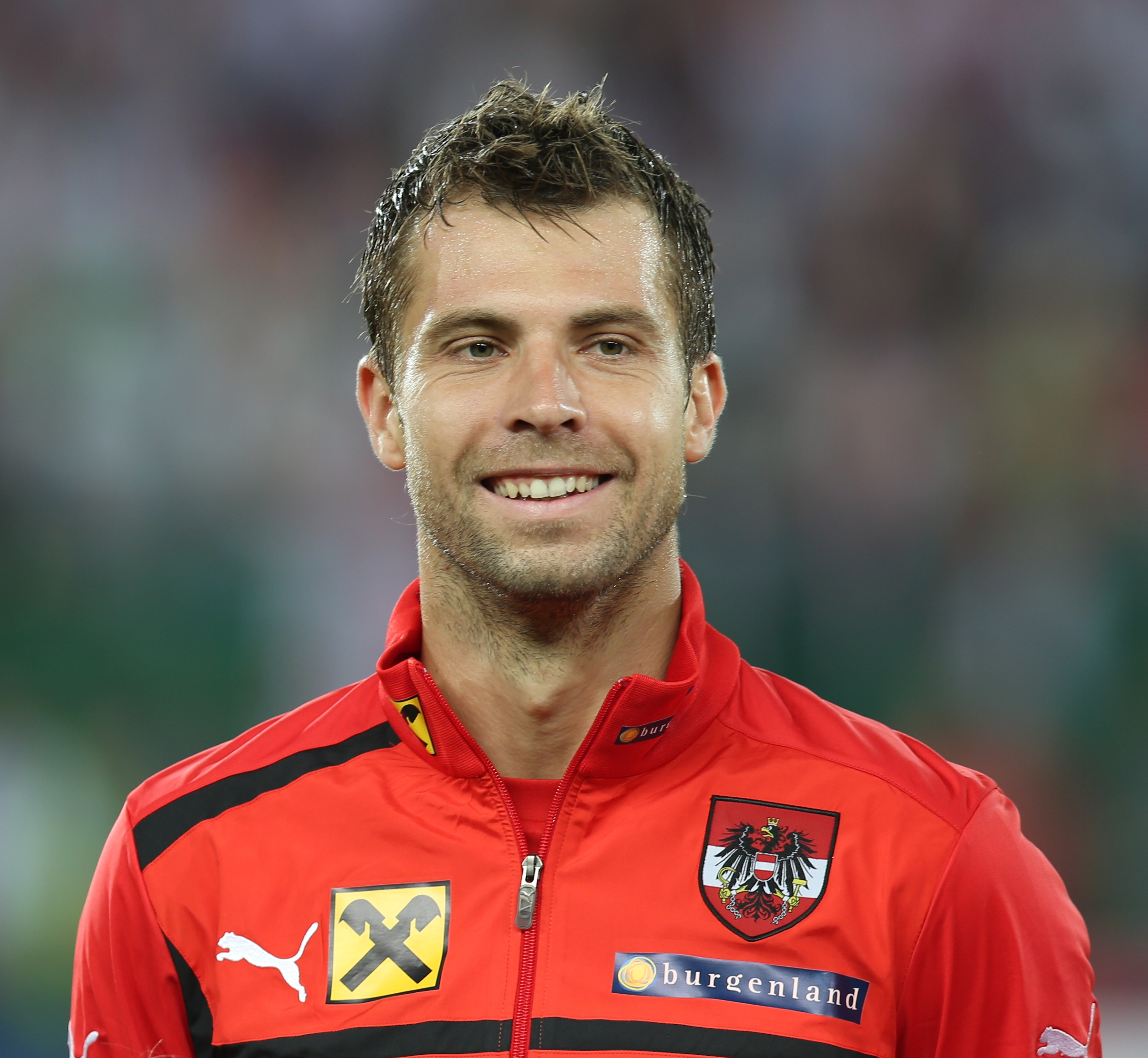
Andreas Ivanschitz en 2012

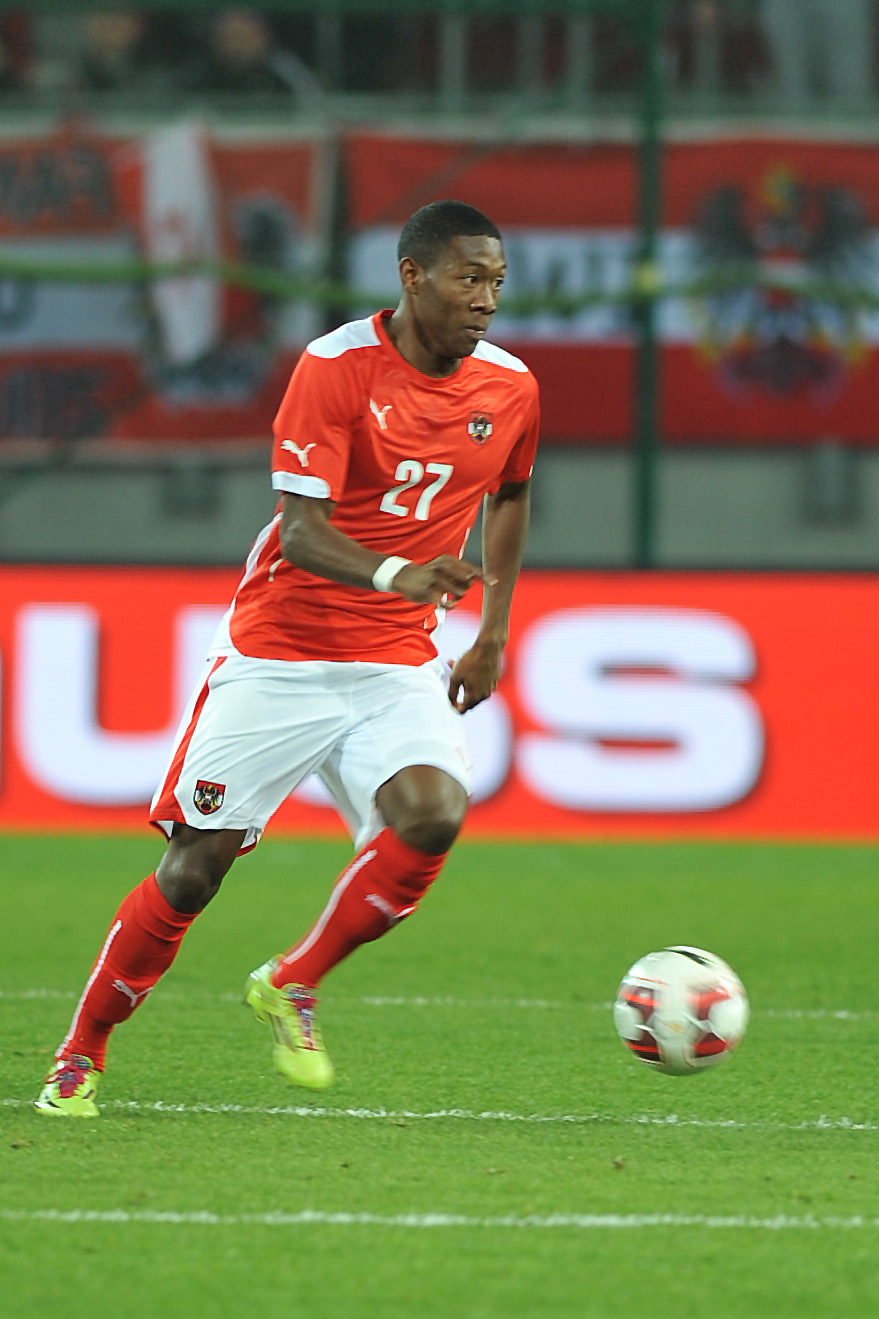
David Alaba en 2014

Andreas Ivanschitz et Emanuel Pogatetz sont les joueurs majeurs de la sélection des années 2000, les deux joueurs font leurs débuts internationaux en 2002, ils disputent également l'Euro 2008. Le défenseur Emanuel Pogatetz a effectué la majeure partie de sa carrière en Angleterre et en Allemagne, il compte 61 sélections et a inscrit deux buts, le milieu de terrain Andreas Ivanschitz passe ses sept première saisons au Rapid Vienne, il évolue par la suite au Panathinaikos, au FSV Mainz et au Levante UD, il a inscrit 12 buts en 69 sélections, Ivanschitz est capitaine de 2004 à 2009.
Christian Fuchs, international depuis 2006 fait partie des joueurs majeurs de la sélection, il compte actuellement 69 sélections, il est le capitaine de la sélection depuis 2010. David Alaba est l'actuel joueur majeur de l'Autriche, natif de Vienne d'un père est nigérian et d'une mère philippine, il évolue au poste de défenseur latéral gauche au sein du Bayern Munich depuis 2010, Alaba plus jeune international autrichien de l'histoire, il compte 39 sélections et est également l'auteur de 10 buts, il est nommé Personnalité sportive autrichienne de l'année à deux reprises mais également footballeur autrichien de l'année quatre fois.

### Sélectionneurs
| Entraîneur          | Période   | M   |
| ------------------- | --------- | --- |
| Hugo Meisl          | 1912-1937 | 133 |
| Marcel Koller       | 2011-2017 | 54  |
| Josef Hickersberger | 1988-2008 | 53  |
| Herbert Prohaska    | 1993-1999 | 51  |
| Leopold Šťastný     | 1968-1975 | 49  |
| Franco Foda         | 2018-2022 | 48  |
| Walter Nausch       | 1948-1954 | 47  |
| Karl Decker         | 1958-1964 | 36  |

Quarante techniciens ont exercé la fonction de sélectionneur de l'équipe nationale depuis 1912 sans compter ceux qui ont assuré l'intérim. L'Autrichien Hugo Meisl, entraîneur lors de 133 matchs entre 1912 et 1937, détient le record de longévité.
La sélection autrichienne est dirigée de ses débuts jusqu'en 1912 par un comité de sélection, ce comité fait appel à l'occasion des Jeux olympiques de Stockholm au britannique Jimmy Hogan pour diriger l'équipe, le technicien dirige l'Autriche à cinq reprises, les Autrichiens de Jimmy Hogan sont éliminés en quart de finale par les Pays-Bas, reversés en tournoi de consolation, ils s’inclinent en finale contre les Hongrois. Il était censé faire son retour avec la sélection lors des Jeux olympiques de 1916 de Berlin qui n'eurent finalement jamais lieu. Hogan s'inspire notamment du jeu à l'écossaise, et, comme Meisl, il veut mettre en place une technique individuelle, un jeu savant du côté des passes, avec pour but de s’accordaient sur la nécessité de posséder une technique individuelle irréprochable et de mettre en place un savant jeu de passes, visant à déstabiliser l'adversaire.

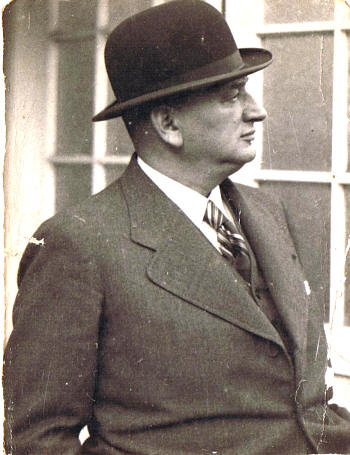
Hugo Meisl, entraîneur mythique de la Wunderteam

Hugo Meisl né à Malešov en Autriche-Hongrie, après ses études de commerce il travaille à la Länderbank, par la suite il réalise une carrière de joueur au début des années 1900 avec le Vienne CFC. Il devient à la suite de sa carrière arbitre ainsi que dirigent au sein de l'ÖFB, il est le tout premier sélectionneur de l'Autriche, il officie à ce poste de 1912 jusqu'à sa mort en 1937, Meisl dirige la sélection pendant cent trente-trois matchs. Hugo Meisl débute dans ses fonctions lors d'un succès face à l'Italie à Gênes le 22 décembre 1922,. Il dirige au cours de ses deux premières années l'Autriche à six reprises jusqu'au 3 mai 1914, lorsque la guerre éclate il est appelé sous les drapeaux et doit laisser la place à Heinrich Retschury, à la suite du conflit il retrouve son poste en 1919. Il dirige l'Autriche durant son âge d'or au cours des années 1930, il est l'architecte de la Wunderteam, son équipe est organisée autour de Matthias Sindelar,, son équipe enregistre quatorze résultat positifs consécutifs (douze victoires et deux nuls) entre le succès face à la Tchécoslovaquie le 12 avril 1931 et la défaite face à l'Angleterre le 7 décembre 1932, au cours de cette période la sélection de Meisl remporte la 1932. En 1934 l'équipe de Meisl dispute la Coupe du monde en Italie, la Wunderteam est éliminé par la nation hôte en demi-finale avant de s'incliner de nouveau lors du match pour la troisième place face à l'Allemagne. En 1936, l'Autriche s'incline de nouveau face à l'Italie de Vittorio Pozzo, cette fois en finale des Jeux olympiques de Berlin. Le 24 janvier 1937, Hugo Meisl dirige et obtient un dernier succès face à la France pour son dernier match, il décède trois semaines plus tard. Il est souvent considéré comme le « père du football autrichien », ayant, en plus de diriger la Wunderteam, été secrétaire général de la Fédération autrichienne, instaurant le professionnalisme assez controversé à l'époque, notamment dans les clubs viennois. Il est également le fondateur de la Coupe Mitropa, de la Coupe internationale européenne,, et l'un des membres fondateurs de la Coupe du monde, avec notamment Henri Delaunay et Jules Rimet.
Heinrich Retschury ancien joueur et arbitre, assure l'intérim entre 1914 et 1919, période au cours de laquelle il dirige vingt-deux rencontres, en 1937 à la suite du décès d'Hugo Meisl, il reprend la tête de la sélection, il est sur le banc de la sélection à cinq reprises au cours de l'année 1937, Retschury réussit à qualifier l'Autriche pour la Coupe du monde 1938, mais l'Autriche ne put y participer à cause de l'Anschluss.
Entre 1938 et 1944, l'équipe d'Autriche disparait du fait de l'Anschluss et de la Seconde Guerre mondiale, l'équipe dispute ses premiers matchs d’après-guerre avec Karl Zankl comme sélectionneur contre la Hongrie les 19 août et 20 août 1945, Eduard Bauer dirige par la suite la sélection autrichienne à onze reprises entre 1945 et 1948, Eduard Frühwirth dirige par la suite cinq rencontres au cours de l'année 1948.
Walter Nausch né le 5 février 1907 à Vienne il effectue toute sa carrière de joueur dans les clubs de la ville, le SV Amateure Vienne, le Wiener AC et l'Austria Vienne, international à trente-neuf reprises, joueur de la fameuse Wunderteam, il  devient sélectionneur en 1948, il dirige son premier match 3 octobre 1948 lors d'une défaite face à la Hongrie. Il dirige au cours de sa carrière un total de quarante-sept rencontres, il réussit à qualifier son pays pour la Coupe du monde 1954, lors de la phase finale son équipe remporte un succès spectaculaire en quart de finale face à la Suisse avant de s'incliner lourdement en demi-finale face à l'Allemagne, son équipe ramène la troisième place grâce à un succès face à l'Uruguay.

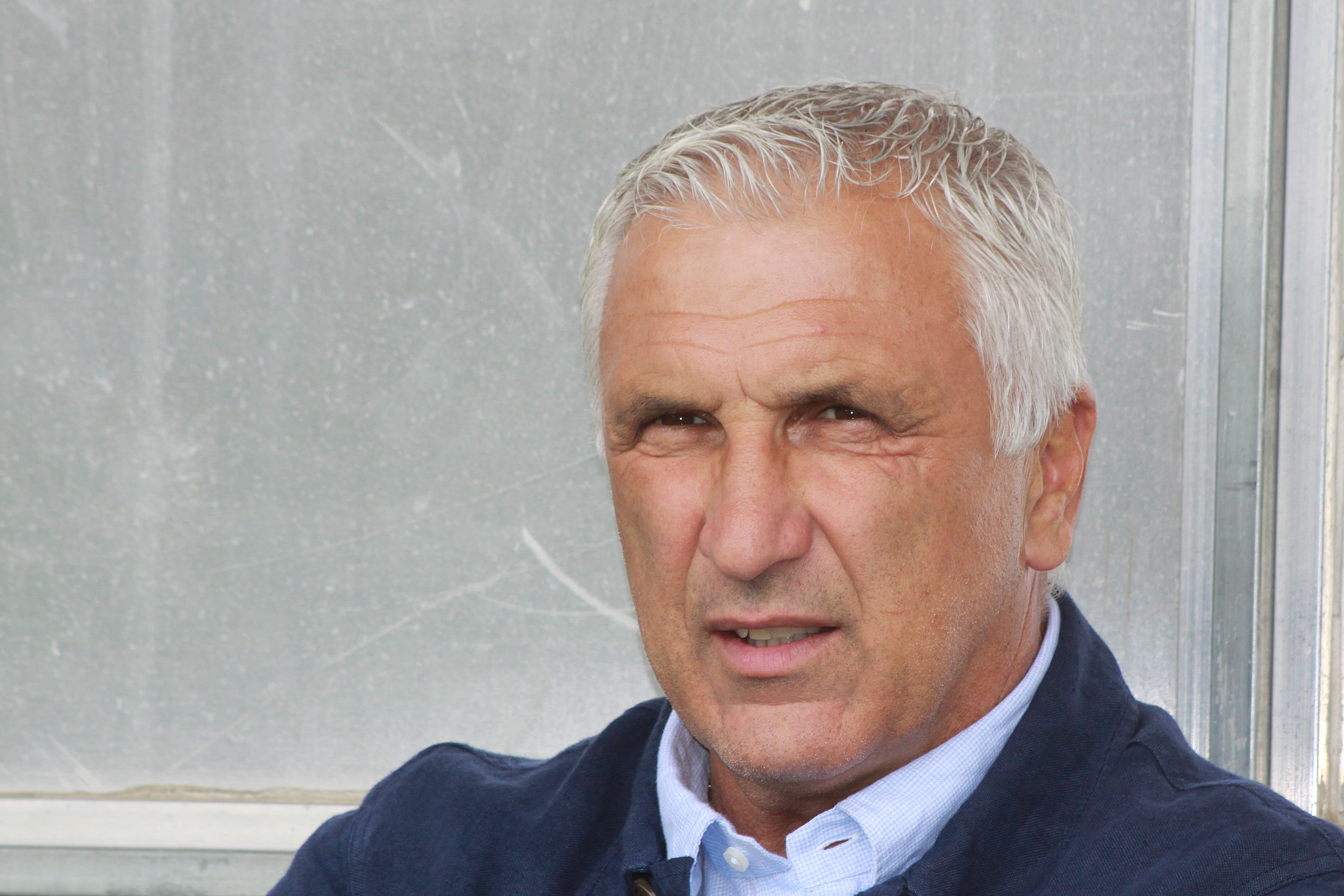
Johann Krankl, sélectionneur en 2002-2005.

L'Autriche enregistre une période creuse de vingt ans sans Coupe du monde, les entraineur marquant de cette époque sont Karl Decker, ancien international autrichien puis sélectionneur à trente-six reprises entre 1958 et 1963, et le slovaque Leopold Šťastný, qui prend place sur le banc autrichien à quarante-huit reprises entre 1968 et 1975. Helmut Senekowitsch devient sélectionneur en 1976, au cours de ses vingt-six rencontres à la tête de son pays, la natif de Graz réussit à qualifier son pays pour la qualifier après vingt ans d'absence pour la phase finale de la Coupe du monde, premier de son groupe au premier tour, l'Autriche est éliminée lors du second tour en prenant la quatrième place de son groupe. Karl Stotz devient ensuite le sélectionneur de l'Autriche, il dirige vingt-quatre rencontres, il échoue à qualifier son pays pour l'Euro 1980 mais il qualifie deux ans plus tard son équipe pour la Coupe du monde 1982, il est cependant remplacé avant la mondial espagnol par le duo Georg Schmidt-Felix Latzke, le parcours est marqué par la qualification pour le second tour notamment à la suite du match de la honte avant une élimination au second tour.

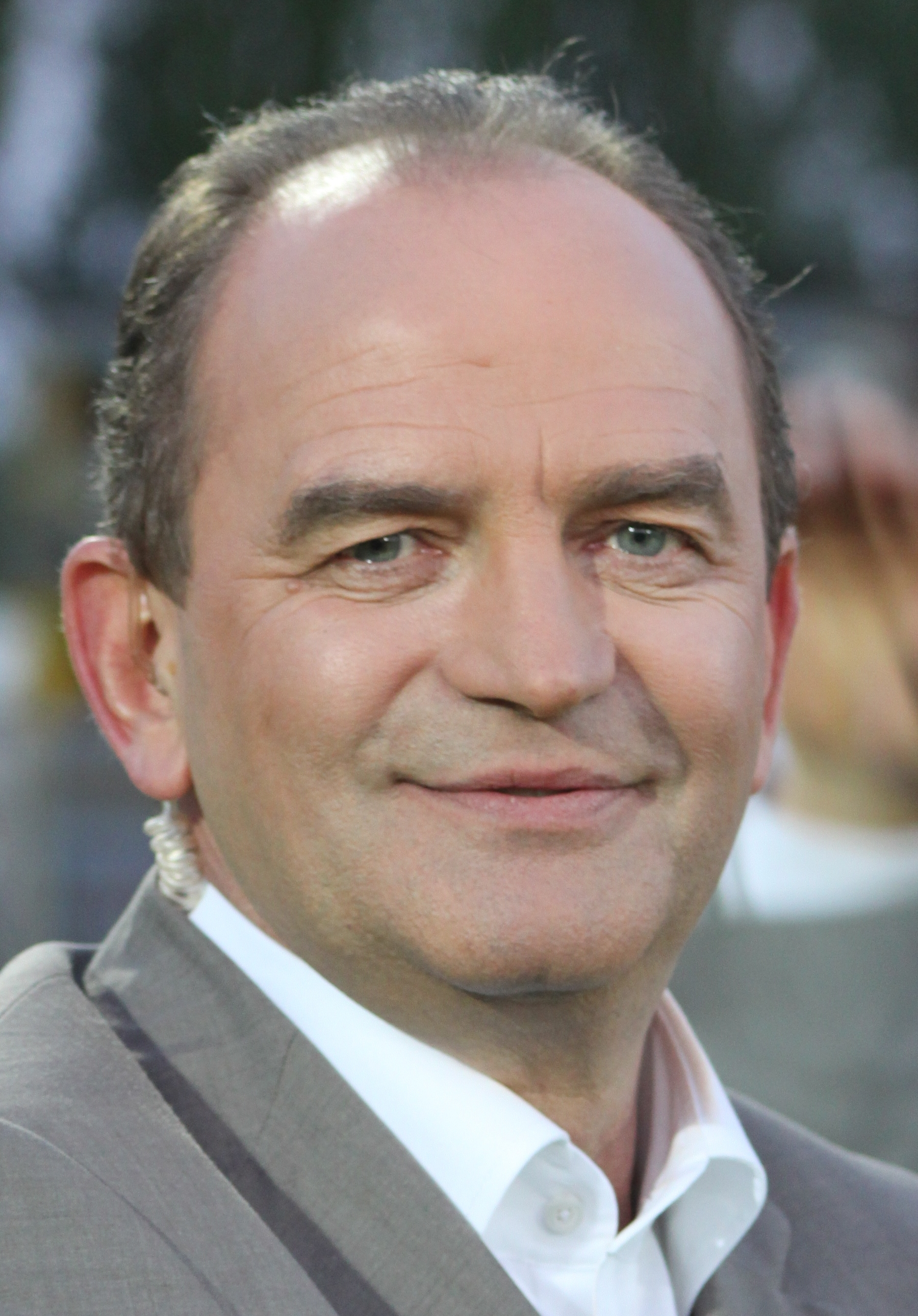
Herbert Prohaska, sélectionneur en 1993-1999.

Josef Hickersberger devient sélectionneur de l'Autriche en 1988, ancien international autrichien, il était sélectionneur des espoirs et adjoint des A auparavant, il succède au Yougoslave Branko Elsner. Hickersberger réussit à qualifier son pays pour la Coupe du monde 1990, il est cependant éliminé au premier tour, en terminant troisième derrière l'Italie et la Tchécoslovaquie, bien que toujours sélectionneur après le mondial italien, Hickersberger quitte son poste de sélectionneur après la première journée des qualifications de l'Euro 1992 et une défaite face aux îles Féroé. Josef Hickersberger entraîne par la suite différents clubs en Europe Fortuna Düsseldorf et FK Austria Vienne puis au Moyen-Orient, il devient sélectionneur de Bahreïn en 1996, il rentre en Autriche en 2002 où il entraine le Rapid Vienne durant trois saisons ponctuées d'un titre de Champion d'Autriche en 2005, il redevient sélectionneur à compter du 1er janvier 2006 succédant à Hans Krankl, il dirige son pays lors de l'Euro 2008 disputé à domicile, ne réussissant pas à qualifier son pays pour les Quarts de finale il démissionne de son poste quelques jours après l'élimination de son équipe,,.

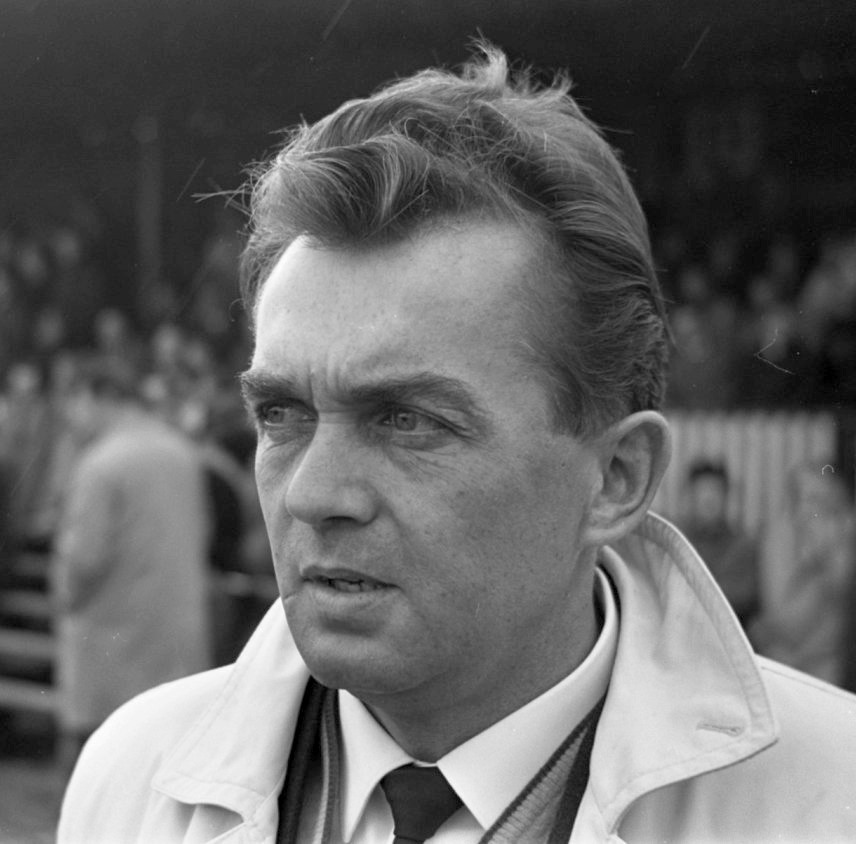
Ernst Happel, sélectionneur en 1992.

Ernst Happel, le natif de Vienne, ancien défenseur au Rapid Vienne et international autrichien aux cinquante-et-une sélections, devient sélectionneur en 1992, succédant à Alfred Riedl qui a échoué dans sa quête de la qualification de l'Euro 1992. Il est considéré comme l'un des plus grands entraineurs autrichiens avec Hugo Meisl, en 1978 il mène les Pays-Bas en finale de la coupe du monde, vainqueur de deux Coupes des champions, en 1970 avec le Feyenoord Rotterdam et en 1983 avec le Hambourg SV, de la Coupe intercontinentale en 1970, champion d'Autriche en 1960, des Pays-Bas en 1969 et 1971, de Belgique 1976, 1977 et 1978, d'Allemagne en 1982 et 1983, il rentre en Autriche en 1987 pour diriger FC Swarovski Tirol avec lequel il remporte deux titres de champion en 1989 et 1990. Devenu sélectionneur au début de 1992, il ne dirige que neuf matchs de son pays avant de décédé d'un cancer le 14 novembre 1992.
En 1993, l'ÖFB engage Herbert Prohaska, ancien joueur emblématique de l'Austria Vienne, entraîneur de cette équipe entre 1990 et 1992, il remporte deux championnats et deux coupes avant de diriger l'équipe autrichienne espoirs à compter de 1992. Il échoue à qualifier son pays pour la Coupe du monde 1994, il ne qualifie pas non plus son équipe pour l'Euro 1996, en éliminatoire de la Coupe du monde 1998 l'Autriche réalise un parcours brillant en prenant la première place de son groupe, lors de la phase finale, l'Autriche termine troisième de son groupe derrière l'Italie et le Chili.
Lors des qualifications de l'Euro 2000 l'Autriche est lourdement face à l'Espagne précipitant le départ d'Herbert Prohaska qui quitte son poste le mois suivant après 51 matchs en tant qu'entraineur.

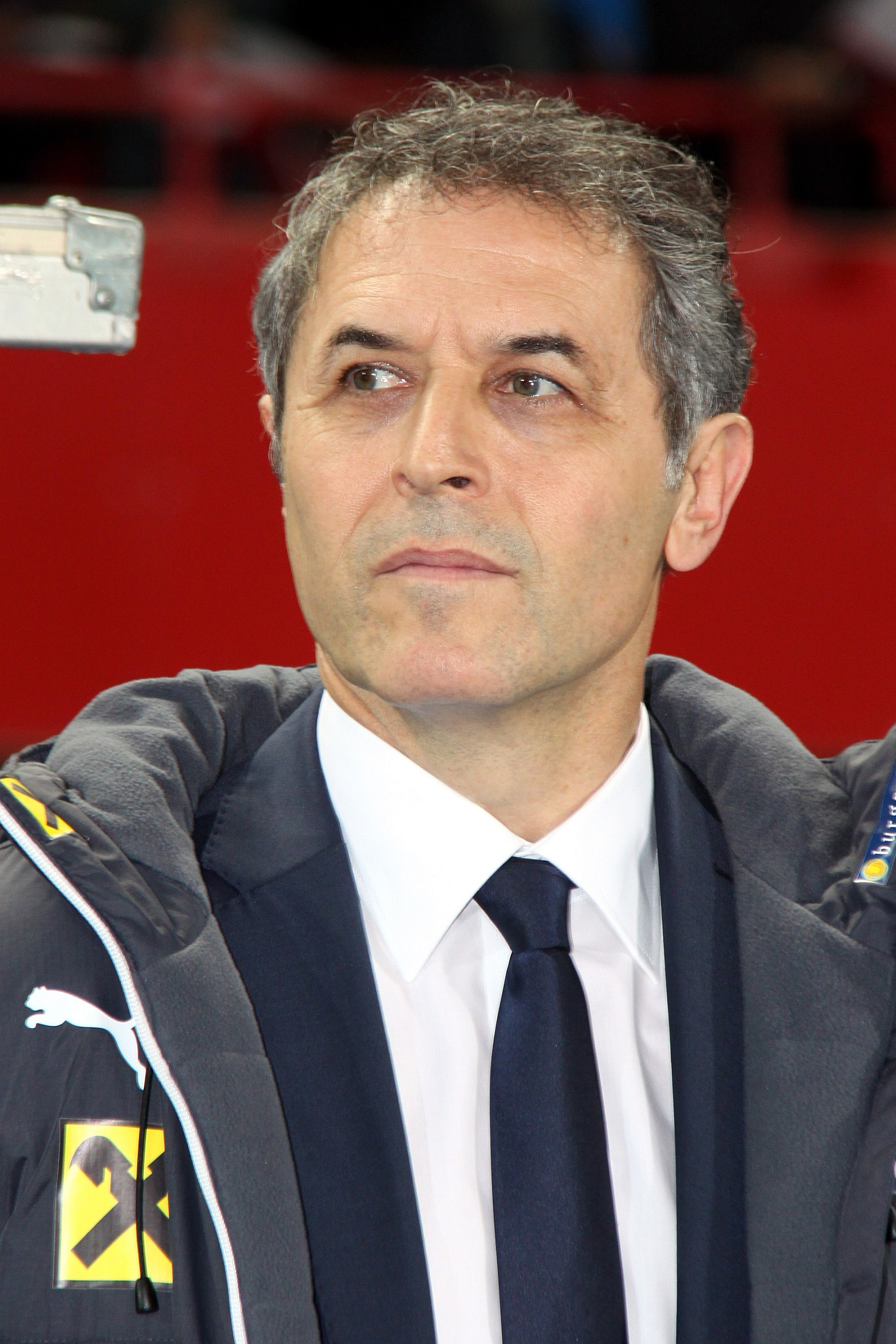
Marcel Koller, l'actuel sélectionneur.

L'ancien entraineur du club turc de Fenerbahce Otto Barić devient sélectionneur en 1999, il ne réussit pas à inverser la tendance lors des qualifications de l'Euro 2000, lors des éliminatoires de la Coupe du monde 2002 il ne réussit pas non plus à qualifier son équipe, son équipe est éliminée par la Turquie en Barrages, Otto Barić quitte ses fonctions après cet échec et plus de vingt match passés sur le banc de l'Autriche.
Johann Krankl, l'ancien international autrichien passé notamment par le Rapid Vienne et le FC Barcelone, est nommé sélectionneur le 21 janvier 2002, il entre officiellement en fonction au mois de février, il fait ses débuts lors d'un match amical remporté face à la Slovaquie, malgré la non-qualification autrichienne pour l'Euro 2004 son contrat est prolongé de deux ans le 12 octobre 2003, Krankl échoue de nouveau à qualifier son pays pour une phase finale, il quitte ses fonctions de sélectionneur le 28 septembre 2005 après trente-et-une rencontres en tant qu'entraineur national.
L'entraîneur tchèque Karel Brückner, sélectionneur de la République tchèque de 2002 à 2008, prend la succession de Josef Hickersberger après l'Euro 2008,. Il quitte son poste en mars 2009 et est remplacé le 4 mars par Dietmar Constantini,, déjà par deux fois sélectionneur par intérim au début des années 1990. Dietmar Constantini achève la campagne de qualification de la Coupe du monde 2010 entamée par Karel Brückner mais il ne peut qualifier son pays son contrat est cependant prolongé, la sélection de Dietmar Constantini est éliminé de la course à l'Euro 2012 à deux journées de la fin, Dietmar Constantini quitte son poste le 13 septembre 2011,.
L'ancien joueur des Grasshopper-Club Zurich et ancien international suisse Marcel Koller est l'actuel sélectionneur de l'Autriche depuis sa prise de fonction le 1er novembre 2013, il succède à Dietmar Constantini, Willibald Ruttensteiner avait jouédeux matchs sur le banc autrichien pendant l'intérim, son contrat est d'une durée de deux ans, il a pour objectif de qualifier l'Autriche pour la Coupe du monde 2014 au Brésil. Il échoue cependant à qualifier son pays pour le Mondial 2014, terminant à la troisième place du groupe de qualification, il réussit en revanche à qualifier l'Autriche pour l'Euro 2016.

#### Équipe technique actuelle
| Poste                   | Nom               | Nationalité |
| ----------------------- | ----------------- | ----------- |
| Sélectionneur           | Ralf Rangnick     | Allemagne   |
| Sélectionneur adjoint   | Peter Perchtold   | Allemagne   |
| Sélectionneur adjoint   | Lars Kornetka     | Allemagne   |
| Sélectionneur adjoint   | Onur Cinel        | Allemagne   |
| Entraîneur des gardiens | Michael Gspurning | Autriche    |
| Analyste des matchs     | Stefan Oesen      | Autriche    |

## Infrastructures
| \| Vienne (Autriche) Graz Innsbruck Klagenfurt Linz Salzbourg \| Les villes d'accueil de la sélection autrichienne. |
| Vienne (Autriche) Graz Innsbruck Klagenfurt Linz Salzbourg                                                          |

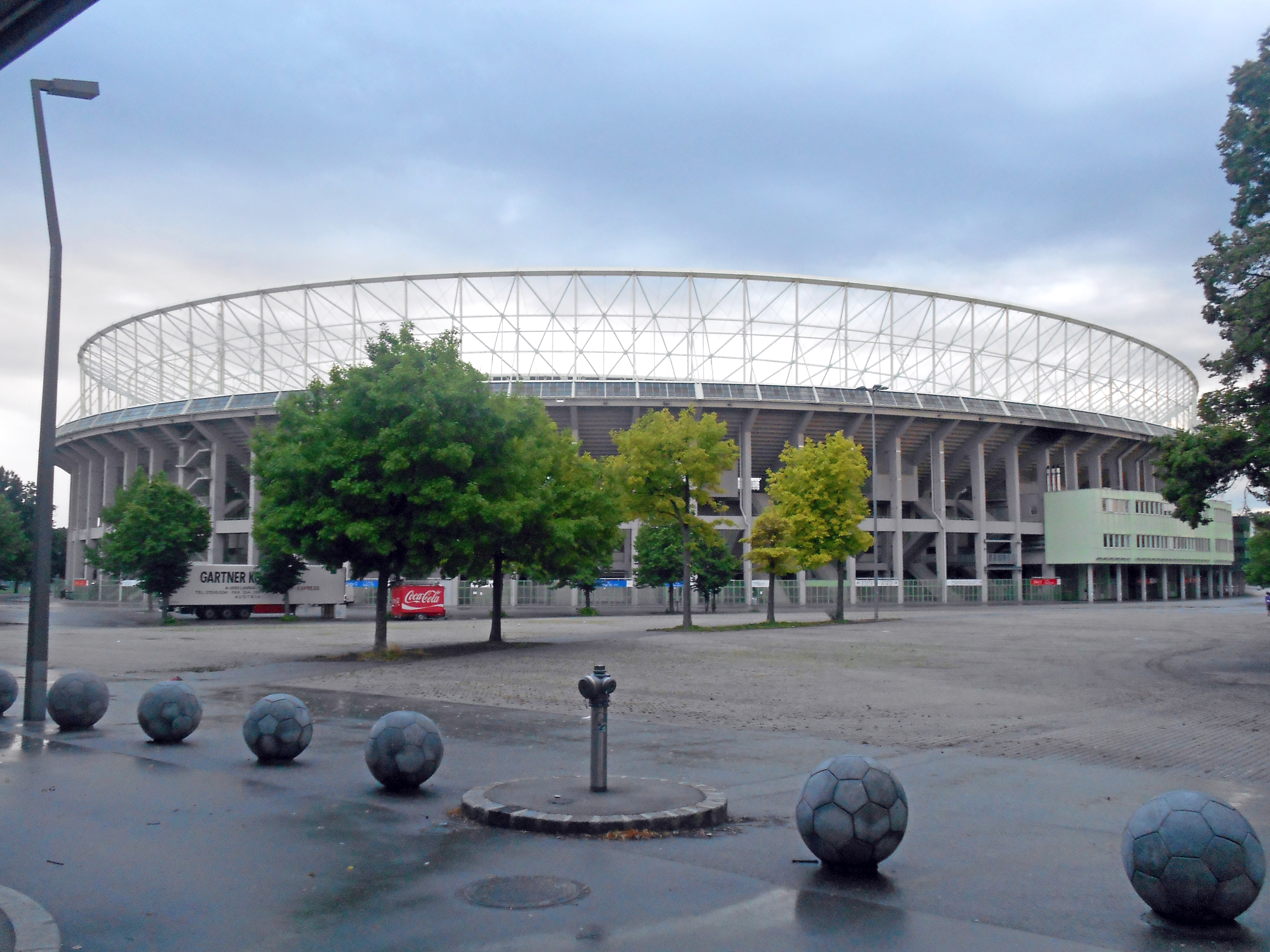
Ernst-Happel-Stadion de Vienne

La sélection autrichienne dispute sa première rencontre officielle à domicile le 12 octobre 1902 au WAC-Platz à Vienne face à la Hongrie. Les premières années, différents stades de Vienne accueillent la sélection nationale, en 1920, le 1. Simmeringer SC inaugure un nouveau stade d'une capacité de 50 000 places, le Simmeringer Sportplatz, ce stade devait devenir le stade national mais l'Autriche n'y dispute que sept rencontres entre 1920 et 1926. La sélection dispute la plupart de ses matchs d'avant la Seconde Guerre mondiale au Stade Hohe-Warte, l'Autriche y dispute un total de quarante et une rencontres, six avant la Première Guerre mondiale, le Stade Hohe-Warte est inauguré en 1921, d’une capacité de 80 000 places fait partie des plus grands stades d'Europe, l'Autriche y dispute alors trente-cinq rencontres entre 1922 et 1936.
En 1931 après deux ans de construction est inauguré le stade du Prater, le stade est situé dans le Parc du Prater dans le quartier de Leopoldstadt, il est appelé Stade Ernst Happel depuis 1993. Le premier match international disputé a lieu le 13 septembre 1931, à l'occasion d'un match amical joué et remporté (5-0) face à l'Allemagne, Matthias Sindelar inscrit après seulement deux minutes de jeu le premier but international de l'enceinte du Prater,. Le stade devient le principale stade de la sélection, il est agrandi après-guerre, pour accueillir 60 000 spectateurs, puis 90 000 en 1959, le record d'affluence de l'enceinte date de 1960, lors d'une rencontre face à l'URSS 90 726 personnes étaient présentes dans les gradins,. Le stade est rénové en 1985, la capacité est alors réduite à 50 000 places, puis de nouveau en 2005 en prévision de l'Euro dont la finale se déroule sur sa pelouse,, la capacité actuelle du stade est de 53 008 places. Depuis son inauguration le stade a accueilli la sélection nationale à deux cent trente-deux reprises.
L'Autriche dispute son premier match à domicile hors de Vienne en 1968 au Linzer Stadion de Linz, les Autrichiens font match nul (1-1) face à la Roumanie devant 30 000 spectateurs, la sélection dispute un total de 12 rencontres sur cette pelouse entre 1968 et 2012. Par la suite l'équipe nationale se déplace dans d'autres villes du pays, en 1970 l'équipe dispute une rencontre à Graz au Bundesstadion Liebenau, l'Autriche y dispute un total de quatre rencontres avant la fermeture du stade en 1994, le stade est reconstruit en 1997 après deux-ans et demi de travaux, la sélection dispute entre 1999 et 2011 treize rencontres, six sous l’appellation Arnold Schwarzenegger Stadion et sept sous l’appellation UPC-Arena. En 1977 l'Autriche se rend pour la première fois sur la pelouse du Lehener Stadion de Salzbourg où elle dispute neuf rencontres. À partir de 1982 l'Autriche un autre stade de Vienne, le Stade Gerhard-Hanappi dispute huit rencontres sur cette pelouse. En 1986 l’Autriche dispute son premier match à Innsbruck dans l'ancien Tivoli-Stadion puis en 1994 la sélection se rend pour la première fois à Klagenfurt dans le vieux Wörtherseestadion.
L'Autriche accueillant l'Euro 2008, trois nouveaux stades sont construits, la Red Bull Arena d'une capacité de 31 895 places, l'Autriche dispute deux match dans ce stade en 2010 et 2013, le Tivoli Neu d'Innsbruck l'équipe nationale dispute neuf match dans ce stade en 2001 et 2014,, et le Wörthersee Stadion de Klagenfurt d'une capacité de 32 000 places, l'Autriche y dispute huit rencontres,.
L'Autriche a disputé 368 rencontres à domicile, l’écrasante majorité de ces rencontres se sont déroulées à Vienne, 312 au total, 17 rencontres se sont déroulées à Graz, Salzbourg a reçu 11 parties, 10 rencontres se sont déroulées à Innsbruck, les villes de Linz et Klagenfurt ont toutes deux été l'hôte de 9 rencontres.

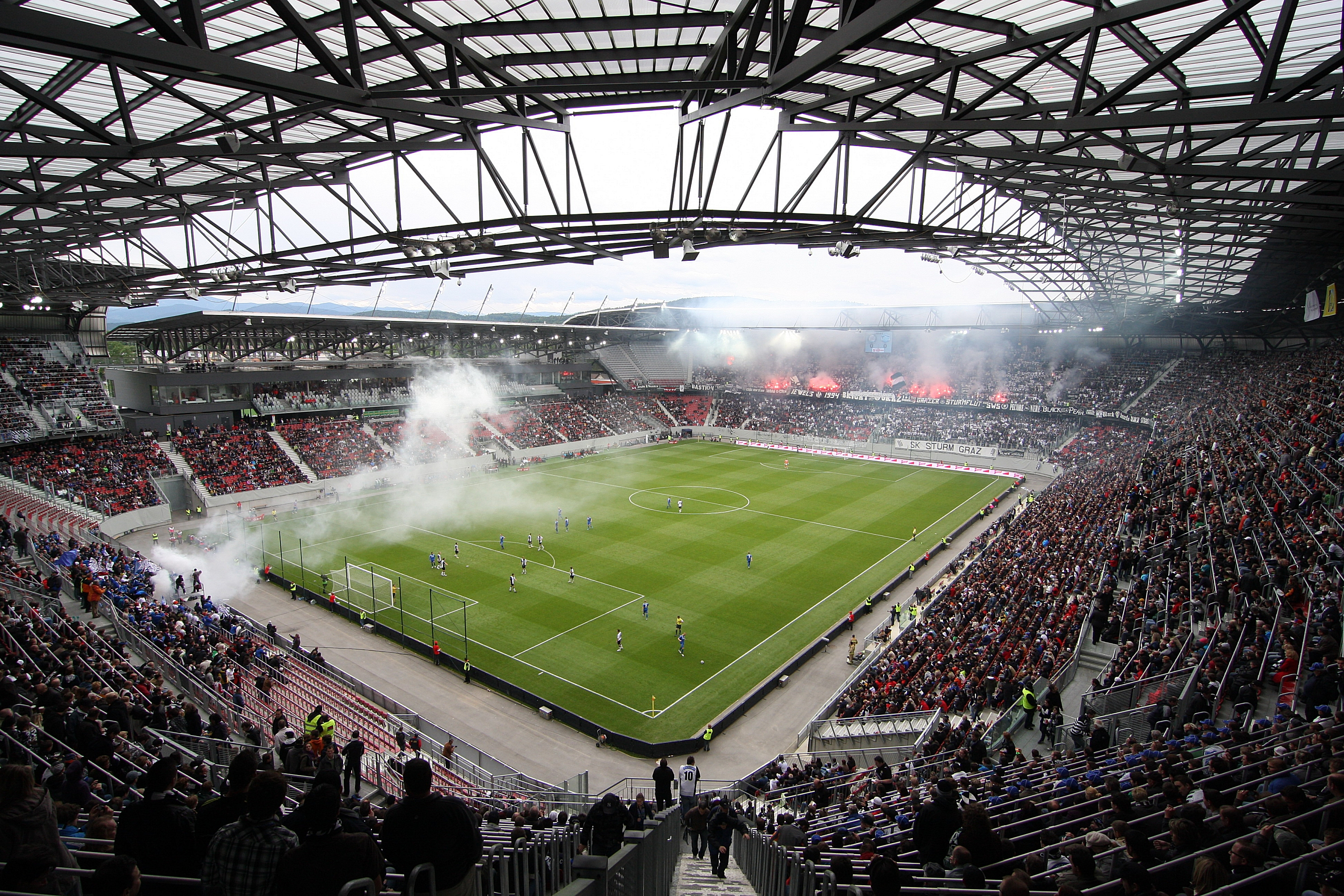
Le Wörthersee Stadion
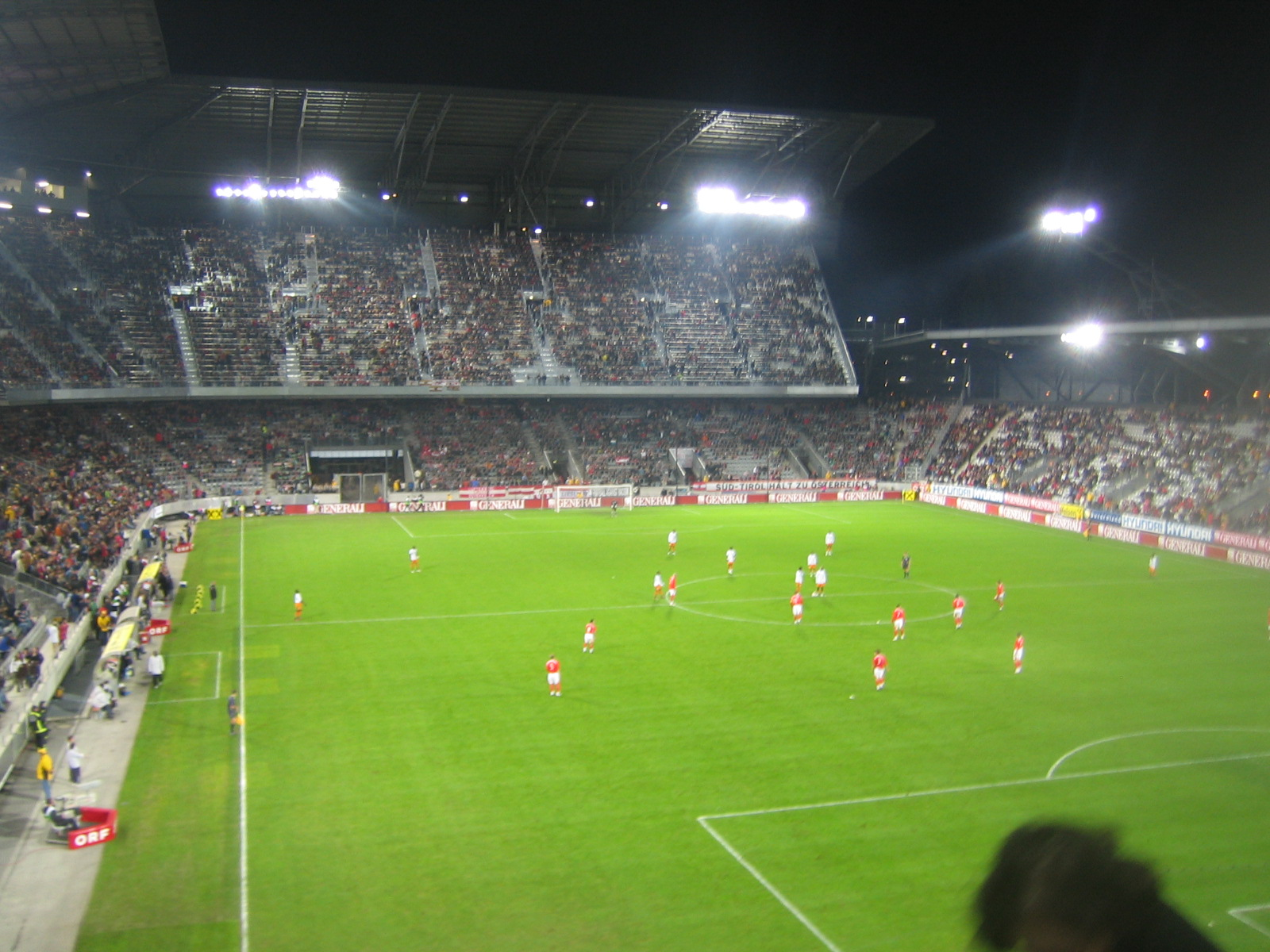
Le Tivoli Neu
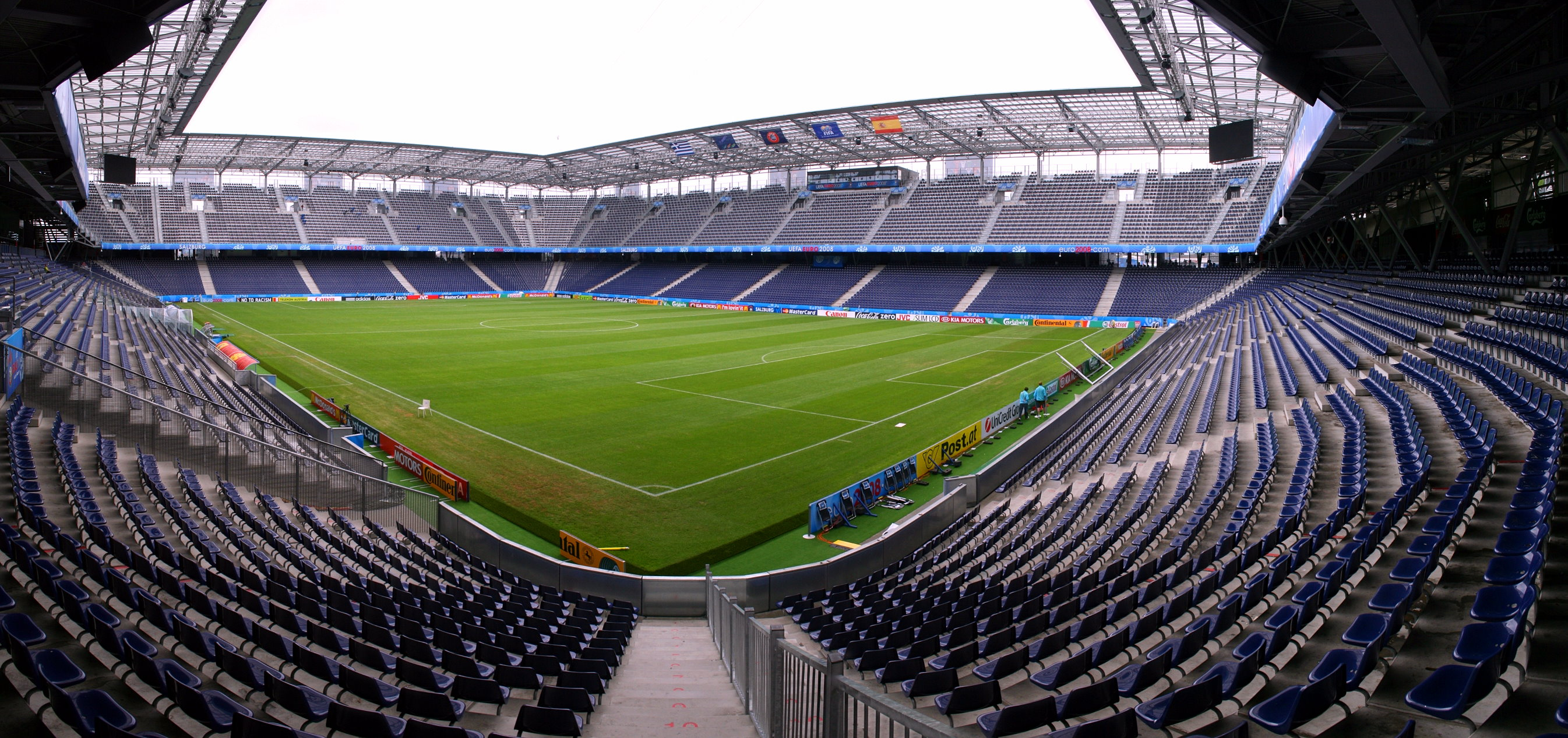
Le Red Bull Arena

## Résultats

### Palmarès
Le tableau suivant liste le palmarès de l’équipe d'Autriche de football dans les différentes compétitions internationales officielles.
Il se compose d'une finale olympique et d'une troisième place en Coupe du monde.
| Coupe du monde                                                              | Compétitions continentales                                                                        | Jeux olympiques                                            | Tournois amicaux                                           |
| --------------------------------------------------------------------------- | ------------------------------------------------------------------------------------------------- | ---------------------------------------------------------- | ---------------------------------------------------------- |
| - Coupe du monde (7 participations) : - 3e place : 1954. - 4e place : 1934. | - Championnat d'Europe (4 participations au tournoi final) : - Huitième de finale : 2021 et 2024. | - Jeux olympiques (4 participations) : - Finaliste : 1936. | - Coupe internationale européenne - Vainqueur : 1931-1932. |

### Parcours en Coupe du monde
L’équipe autrichienne s'est qualifiée à huit reprises sur vingt pour la phase finale de la Coupe du monde, elle a participé à sept phases finales, elle dispute son premier match de qualification le 25 avril 1934 face à la Bulgarie. En 1934, l'Autriche atteint une première fois les demi-finales, s'inclinant face à l'Italie hôte et futur vainqueur puis face à l'Allemagne lors du match pour la troisième place. C'est en 1954 que l'Autriche obtient son meilleur résultat en terminant à la troisième place de la compétition: après s'être qualifiée pour les quarts de finale dans le groupe 3 en compagnie de l'Uruguay, elle élimine la Suisse dans le match qui aura vu le plus grand nombre de buts dans l'histoire de la Coupe du monde (7-5), avant de sombrer en demi-finale face à la RFA puis de se racheter au cours de la petite finale qu'elle remporte face à l'Uruguay.
Lors des Mondiaux 1978 et 1982 l'Autriche est éliminée au 2e tour, lors des éditions 1958, 1990 et 1998 elle ne parvient pas à passer le 1er tour.
| Année | Position         |      | Année         | Position |                       | Année | Position |
| 1930  | Non inscrite     | 1974 | Non qualifiée | 2010     | Non qualifiée         |       |          |
| 1934  | Demi-finale (4e) | 1978 | 2e tour       | 2014     | Non qualifiée         |       |          |
| 1938  | Forfait          | 1982 | 2e tour       | 2018     | Non qualifiée         |       |          |
| 1950  | Non qualifiée    | 1986 | Non qualifiée | 2022     | Non qualifiée         |       |          |
| 1954  | Demi-finale (3e) | 1990 | 1er tour      | 2026     | Éliminatoire en cours |       |          |
| 1958  | 1er tour         | 1994 | Non qualifiée | 2030     | À venir               |       |          |
| 1962  | Non inscrite     | 1998 | 1er tour      | 2034     | À venir               |       |          |
| 1966  | Non qualifiée    | 2002 | Non qualifiée |          |                       |       |          |
| 1970  | Non qualifiée    | 2006 | Non qualifiée |          |                       |       |          |

### Parcours en Championnat d'Europe
Entre 1960 et 2021, l'équipe autrichienne participe 4 fois sur 17 à une phase finale de Championnat d'Europe, elle se qualifie trois fois sur le terrain (Euro 2016, 2021 et 2024), la première fois, elle est qualifiée d'office en tant que pays-hôte (Euro 2008). La sélection autrichienne dispute son premier match de qualification le 20 mai 1959 face à la Norvège. L'Autriche a échoué au premier tour des deux premiers tournois disputés (2008 et 2016). Lors de l'Euro 2020, l'Autriche franchit le 1er tour et s'incline contre l'Italie après prolongation en 1/8e de finale (1-2). Elle réitère cette performance lors de l'Euro 2024 en Allemagne, en remportant sa poule au 1er tour devant les favoris français et néerlandais, puis en échouant au même stade de compétition et sur le même score contre la Turquie. L'Autriche ne compte à ce jour aucun titre européen et son meilleur parcours reste celui de la première édition en 1960 lorsqu'elle atteint les quarts de finale (battue par la France en matchs aller-retour disputés hors tournoi).
| Année | Position            |      | Année             | Position |                    | Année | Position |
| 1960  | Quarts de finale    | 1988 | Tour préliminaire | 2016     | 1er tour           |       |          |
| 1964  | Huitièmes de finale | 1992 | Non qualifiée     | 2021     | Huitième de finale |       |          |
| 1968  | Tour préliminaire   | 1996 | Non qualifiée     | 2024     | Huitième de finale |       |          |
| 1972  | Tour préliminaire   | 2000 | Non qualifiée     | 2028     | À venir            |       |          |
| 1976  | Tour préliminaire   | 2004 | Non qualifiée     | 2032     | À venir            |       |          |
| 1980  | Non qualifiée       | 2008 | 1er tour          |          |                    |       |          |
| 1984  | Non qualifiée       | 2012 | Non qualifiée     |          |                    |       |          |

### Parcours enLigue des nations de l'UEFA
| Édition   | Ligue | Phase de Groupe | Phase de Groupe | Phase de Groupe | Phase de Groupe | Phase de Groupe | Phase de Groupe | Phase de Groupe | Phase finale | Phase finale  | Phase finale  | Phase finale  | Phase finale  | Phase finale  | Phase finale  | Phase finale  |
| Édition   | Ligue | Class.          | J               | G               | N               | P               | bp              | bc              | Pays hôte    | Résultat      | J             | G             | N             | P             | bp            | bc            |
| --------- | ----- | --------------- | --------------- | --------------- | --------------- | --------------- | --------------- | --------------- | ------------ | ------------- | ------------- | ------------- | ------------- | ------------- | ------------- | ------------- |
| 2018-2019 | B     | 2/3             | 4               | 2               | 1               | 1               | 3               | 2               | 2019         | Inéligible    | Inéligible    | Inéligible    | Inéligible    | Inéligible    | Inéligible    | Inéligible    |
| 2020-2021 | B     | 1/4             | 6               | 4               | 1               | 1               | 9               | 6               | 2021         | Inéligible    | Inéligible    | Inéligible    | Inéligible    | Inéligible    | Inéligible    | Inéligible    |
| 2022-2023 | A     | 4/4             | 6               | 1               | 1               | 4               | 6               | 10              | 2023         | Non qualifiée | Non qualifiée | Non qualifiée | Non qualifiée | Non qualifiée | Non qualifiée | Non qualifiée |
| 2024-2025 | B     | 2/4             | 6               | 3               | 2               | 1               | 14              | 5               | 2025         | Inéligible    | Inéligible    | Inéligible    | Inéligible    | Inéligible    | Inéligible    | Inéligible    |
| Total     | Total | Total           | 22              | 10              | 5               | 7               | 32              | 23              | Total        | Total         | 0             | 0             | 0             | 0             | 0             | 0             |

### Parcours auxJeux olympiques d'été
L’équipe autrichienne A a participé quatre fois aux Jeux olympiques d'été. En 1999, la FIFA décide que les matchs de football disputés dans le cadre des Jeux olympiques à partir des Jeux olympiques de Rome de 1960 ne comptent pas comme sélection nationale en équipe A, à partir de 1992, les phases finales des Jeux olympiques sont disputés par les sélections des moins de 23 ans. L'Autriche a réussi sa meilleure performance en ramenant la médaille d'argent en 1936 en s’inclinant face à l'Italie en finale à Berlin.
| Année | Position           |      | Année              | Position    |                                  | Année | Position |
| 1908  | Non participante   | 1948 | 1/8e de finaliste  | 1972        | Non qualifiée                    |       |          |
| 1912  | Quart de finaliste | 1952 | Quart de finaliste | 1976        | Non qualifiée                    |       |          |
| 1920  | Non participante   | 1956 | Non participante   | 1980        | Non qualifiée                    |       |          |
| 1924  | Non participante   | 1960 | Non qualifiée      | 1984        | Non participante                 |       |          |
| 1928  | Non participante   | 1964 | Non participante   | 1988        | Non qualifiée                    |       |          |
| 1936  | Finaliste          | 1968 | Non qualifiée      | Depuis 1992 | Compétition disputée par les U23 |       |          |

### Parcours en compétitions amicales
Au cours de son histoire, la sélection autrichienne a disputé diverses compétitions amicales. Dans le cadre de ces tournois, seuls les matchs entre sélections nationales A sont reconnus officiellement par la FIFA.
L'Autriche participe aux six éditions de la Coupe internationale européenne, disputée entre 1927 et 1960, au moment où la Coupe d'Europe des nations est disputée pour la première fois. Le tournoi oppose l'Autriche à ses voisins : l'Italie, vainqueur en 1930 et 1935, la Hongrie, vainqueur en 1953, la Tchécoslovaquie, vainqueur en 1960, la Suisse, et la Yougoslavie lors de sa dernière édition. L’Autriche remporte l'édition 1932 de l'épreuve.
En 1988, l'Autriche participe au Tournoi de France, une compétition amicale entre quatre équipes : la France, le Maroc et la Suisse. En demi-finale l'Autriche est battu (3-1) par le Maroc, la rencontre n'est reconnu par aucune des deux fédérations. Lors de la petite finale, les autrichiens s'inclinent (2-1) face à leur voisins helvètes, terminant à la quatrième et dernière place de la compétition,.
En 2005, l'Autriche participe au Tournoi international de Chypre, compétition rassemblant quatre sélections nationales, l'Autriche est défaite en demi-finale par Chypre aux tirs au but, lors du match pour la troisième place, l'Autriche rencontre la Lettonie et s'incline de nouveau aux tirs au but, l'Autriche prend la quatrième et dernière place de la compétition,.
En septembre 2006, l'Autriche participe au Tournoi des 4 nations en Suisse dans le cadre de la préparation de l’Euro 2008. Cette compétition regroupe quatre sélections, l'Autriche et la Suisse affrontant toutes deux le Costa Rica et le Venezuela. Lors de la première rencontre l'Autriche est tenu en échec par le Costa Rica avant de s'incliner face au Venezuela. L'Autriche prend la troisième place de la compétition.
En septembre 2007, l'Autriche est l'hôte du Tournoi du Continent, ce tournoi arbore la même formule que le Tournoi des 4 nations disputé en Suisse l'année précédente, l'Autriche et la Suisse rencontrent le Chili et le Japon. Lors du premier match l'Autriche fait match nul dans le temps réglementaire face au Japon avant de s'imposer lors des tirs au but, lors de la seconde rencontre l'Autriche s'incline face au Chili, l'Autriche termine dernière du tournoi,.
| Année                                | Class.  | M  | V  | N  | D  | bp  | bc |
| ------------------------------------ | ------- | -- | -- | -- | -- | --- | -- |
| 1927-1930                            | 2e      | 8  | 5  | 0  | 3  | 21  | 15 |
| 1931-1932                            | 1er     | 8  | 4  | 3  | 1  | 19  | 9  |
| 1933-1935                            | 2e      | 8  | 3  | 3  | 2  | 17  | 15 |
| 1936-1938 (Compétition non terminée) | -       | 6  | 2  | 1  | 3  | 13  | 14 |
| 1948-1953                            | 3e      | 8  | 4  | 1  | 3  | 15  | 19 |
| 1955-1960                            | 3e      | 10 | 4  | 3  | 3  | 21  | 21 |
| Total                                | 1 titre | 48 | 22 | 11 | 15 | 106 | 93 |

| Année | Class.     | M | V | N | D | bp | bc |
| ----- | ---------- | - | - | - | - | -- | -- |
| 1988  | 4e         | 1 | 0 | 0 | 1 | 1  | 2  |
| 1997  | Non invité |   |   |   |   |    |    |
| Total | 0 titre    | 1 | 0 | 0 | 1 | 1  | 2  |

| Année     | Class.     | M          | V          | N          | D          | bp         | bc         |
| --------- | ---------- | ---------- | ---------- | ---------- | ---------- | ---------- | ---------- |
| 1997-2004 | Non invité | Non invité | Non invité | Non invité | Non invité | Non invité | Non invité |
| 2005      | 4e         | 2          | 0          | 2          | 0          | 2          | 2          |
| 2006-2009 | Non invité | Non invité | Non invité | Non invité | Non invité | Non invité | Non invité |
| Total     | 0 titre    | 2          | 0          | 2          | 0          | 2          | 2          |

| Année | Class.  | M | V | N | D | bp | bc |
| ----- | ------- | - | - | - | - | -- | -- |
| 2006  | 3e      | 2 | 0 | 1 | 1 | 2  | 3  |
| Total | 0 titre | 2 | 0 | 1 | 1 | 2  | 3  |

| Année | Class.  | M | V | N | D | bp | bc |
| ----- | ------- | - | - | - | - | -- | -- |
| 2007  | 4e      | 2 | 0 | 1 | 1 | 0  | 2  |
| Total | 0 titre | 2 | 0 | 1 | 1 | 0  | 2  |

## Statistiques
Du 12 octobre 1902 au 8 septembre 2015, l'équipe autrichienne a joué 739 matchs pour un bilan de 303 victoires, 161 matchs nuls et 275 défaites. Elle a marqué 1 326 buts et en a encaissé 1 182.

### Nations rencontrées
La sélection autrichienne, grâce à ses sept participations en Coupe du monde et de nombreux matchs amicaux joués à travers le monde, a rencontré soixante-neuf autres équipes nationales. Elle affronte sa première équipe non-européenne en 1924, lors d'un match amical jouée à domicile contre l'Égypte. Lors des jeux olympiques de 1936, l'Autriche affronte sa première sélection membre de la confédération sud-américaine, le Pérou. L'équipe autrichienne se déplace pour la première fois sur un autre continent en 1962 à l'occasion d'une rencontre amical face au Égypte au Caire. En avril 1970 l'Autriche dispute son premier match en Amérique du Sud à l'occasion une rencontre amicale face au Brésil à Rio de Janeiro.
En avril 1969, l'Autriche dispute sa première rencontre face à une sélection membre de la confédération asiatique Israël, cette dernière quitte cette confédération en 1974, l'Autriche doit attendre 2000 et l'Iran pour affronter une autre équipe asiatique. En 1978, les autrichiens se déplacent pour la première fois sur un autre continent pour une complétion officielle à l'occasion de la Coupe du monde 1978 en Argentine, où elle affronte le  Brésil, l'Espagne, l'Italie, les Pays-Bas, la RFA et la Suède. En 1990, l'Autriche rencontre sa première nation affiliée à la CONCACAF, les États-Unis. L'Autriche n'a jamais affronté de sélection venue d’Océanie.

### Adversaires les plus fréquents
L'équipe autrichienne a joué au moins 16 matchs contre 16 équipes, toutes européennes. Elle a un bilan positif contre 6 d'entre elles, la Belgique, la Suisse, la Suède, l'Écosse, l'Irlande et la Turquie et un bilan négatif contre la Hongrie, la République tchèque, l'Allemagne, l'Italie, la France, la Serbie, la Russie, les Pays-Bas, l'Angleterre et l'Espagne.
L'adversaire le plus fréquent de l'Autriche est la Hongrie, affrontée à 138 reprises depuis 1902. Les deux nations se sont affrontées à 113 reprises en amical (dont 12 rencontres dans le cadre de la Coupe internationale), elles se sont rencontrées en Coupe du monde (quart de finale de l'édition 1934 remportée par la Wunderteam plus trois campagnes de qualification où les deux sélections sont dans le même groupe), lors d'une phase de qualification pour l'Euro 1976, lors des Jeux olympiques de 1912, en finale pour la cinquième place et enfin lors du 1er tour de l'Euro 2016 avec une victoire hongroise sur le score de 2-0.
| Adversaire                | Joués | Victoires | Matchs nuls | Défaites | Buts pour | Buts contre | Différence |
| ------------------------- | ----- | --------- | ----------- | -------- | --------- | ----------- | ---------- |
| Hongrie                   | 138   | 40        | 30          | 68       | 252       | 301         | -49        |
| Suisse                    | 43    | 25        | 6           | 12       | 106       | 61          | +45        |
| Allemagne                 | 41    | 10        | 6           | 25       | 59        | 90          | -31        |
| Tchécoslovaquie Tchéquie, | 41    | 10        | 12          | 19       | 59        | 78          | -19        |
| Italie,                   | 40    | 14        | 8           | 18       | 61        | 51          | +10        |
| Suède                     | 40    | 20        | 6           | 14       | 62        | 56          | +6         |
| France                    | 26    | 9         | 3           | 14       | 41        | 43          | -2         |
| Yougoslavie Serbie,       | 25    | 8         | 5           | 12       | 47        | 52          | -5         |
| Écosse                    | 23    | 8         | 8           | 7        | 37        | 30          | +7         |
| Pays-Bas                  | 21    | 7         | 4           | 10       | 27        | 40          | -13        |
| Angleterre                | 19    | 4         | 4           | 11       | 27        | 59          | -32        |
| Union soviétique Russie,  | 19    | 7         | 4           | 8        | 16        | 22          | -6         |
| Turquie                   | 17    | 9         | 1           | 7        | 24        | 23          | +1         |
| Belgique                  | 16    | 9         | 4           | 3        | 44        | 22          | +22        |
| Espagne                   | 16    | 4         | 3           | 9        | 22        | 43          | -21        |
| République d'Irlande      | 16    | 9         | 4           | 3        | 37        | 19          | +18        |

### Classement FIFA
L'Autriche a connu son meilleur classement FIFA en septembre 2015 en atteignant la 13e place. Leur plus mauvais classement est une 105e place atteinte en juillet 2008. L'Autriche a enregistré sa meilleure progression lors du mois de juillet 2013 avec un gain de 22 places, au cours du mois de juillet 2004, l'Autriche a enregistré son plus fort recul avec la perte de 16 places au classement mondial. Depuis la création du classement FIFA, le classement moyen de l'Autriche se situe au 54e rang .
| Année               | 1993 | 1994 | 1995 | 1996 | 1997 | 1998 | 1999 | 2000 | 2001 | 2002 | 2003 | 2004 | 2005 | 2006 | 2007 | 2008 | 2009 | 2010 | 2011 | 2012 | 2013 | 2014 | 2015 | 2016 | 2017 | 2018 | 2019 | 2020 | 2021 | 2022 | 2023 | 2024 |
| ------------------- | ---- | ---- | ---- | ---- | ---- | ---- | ---- | ---- | ---- | ---- | ---- | ---- | ---- | ---- | ---- | ---- | ---- | ---- | ---- | ---- | ---- | ---- | ---- | ---- | ---- | ---- | ---- | ---- | ---- | ---- | ---- | ---- |
| Classement mondial  | 36   | 49   | 39   | 53   | 25   | 22   | 28   | 44   | 56   | 54   | 67   | 83   | 69   | 65   | 94   | 92   | 58   | 73   | 66   | 55   | 76   | 23   | 10   | 31   | 29   | 22   | 26   | 23   | 31   | 34   | 24   | 22   |
| Classement européen | 22   | 28   | 23   | 19   | 15   | 15   | 20   | 26   | 28   | 28   | 33   | 15   | 34   | 32   | 15   | 39   | 31   | 36   | 33   | 31   | 36   | 14   | 6    | 20   | 18   | 15   | 16   | 15   | 17   | 17   | 13   | 12   |

| Légende du classement mondial : | de 1 à 25 | de 26 à 50 | de 51 à 209 |

| Légende du classement européen : | de 1 à 15 | de 16 à 30 | de 31 à 54 |

### Records
Le premier match de l'histoire de la sélection, joué face à la Hongrie le 12 octobre 1902, est le premier match de football de l'histoire qui oppose deux nations européennes non-britanniques,,,. L'équipe autrichienne a obtenu la victoire la plus large de son histoire le 30 avril 1977 en battant la Malte sur le score de 9-0 lors des qualifications de la Coupe du monde 1978, l'Autriche a également inscrit 9 buts lors des qualifications de la Coupe du monde 1954 face au Portugal pour un succès (9-1), les Autrichiens ont inscrit à sept reprises 7 buts et plus lors d'une rencontre officielle. Le match amical perdu le 8 juin 1908 contre l'Angleterre sur le score de (1-11), est la plus lourde défaite de l'histoire du football autrichien. L'Autriche a disputé ses deux matchs les plus prolifiques, lors de la défaite historique (1-11) face à l'Angleterre, et lors du succès (7-5) face à la Suisse en  Quarts de finale de la Coupe du monde 1954,, cette rencontre détient le record du plus grand nombre de buts marqués en un match de Coupe du monde,,. La plus grande affluence lors d'un match de la sélection autrichienne est enregistrée en 1971 lors d'un match amical contre le Brésil au Morumbi.
Au niveau individuel, c'est le milieu de terrain Andreas Herzog avec 103 sélections, qui détient le record d'apparitions sous le maillot autrichien. Il devance dans ce classement l'attaquant aux 95 capes Anton Polster, et Gerhard Hanappi et ses 93 sélections,. Anton Polster, est avec un total de 44 buts en 95 sélections le meilleur buteur de l'histoire de l'équipe nationale autrichienne,. Marc Janko est avec 48 sélections et 22 buts le joueur en activité le plus expérimenté ainsi que le meilleur buteur en sélection.
Lors d'un match comptant pour les qualifications pour la Coupe du monde 2010 disputé le 14 octobre 2009 face à la France, David Alaba est devenu à l'âge de 17 ans, 3 mois et 20 jours, le plus jeune joueur de l'histoire de la sélection autrichienne il dépasse alors Hans Buzek, joueur du Rapid et de l'Austria Vienne durant les années 1960-1970, inversement le joueur le plus âgé a porter les couleurs autrichiennes est Željko Vuković, international jusqu’à l'âge de 39 ans et 9 mois, seulement quelques mois après sa première sélection. Johann Krankl est le joueur autrichien le plus prolifique en un match, il est le seul à avoir réussi un sextuplé, cet exploit est réalisé lors de l'historique victoire de 1977 contre Malte.
Le 23 mars 2024, Christoph Baumgartner marque un but en 6 secondes contre la Slovaquie, il détient alors depuis le record du but le plus rapide dans l'histoire des matchs internationaux de football.

## Identité

### Surnoms
Au cours des années 1930, l'équipe d'Autriche était surnommée Wunderteam,, (en français : « équipe merveilleuse »). Actuellement, en Autriche, les deux surnoms les plus utilisés pour désigner la sélection nationale sont l'Équipe, (en allemand : Das Team), mais également Les Rouges-Blancs-Rouges, (en allemand : Die Rot-Weiss-Roten), en référence aux couleurs du drapeau autrichien.

### Couleurs

Armoiries de l'Autriche

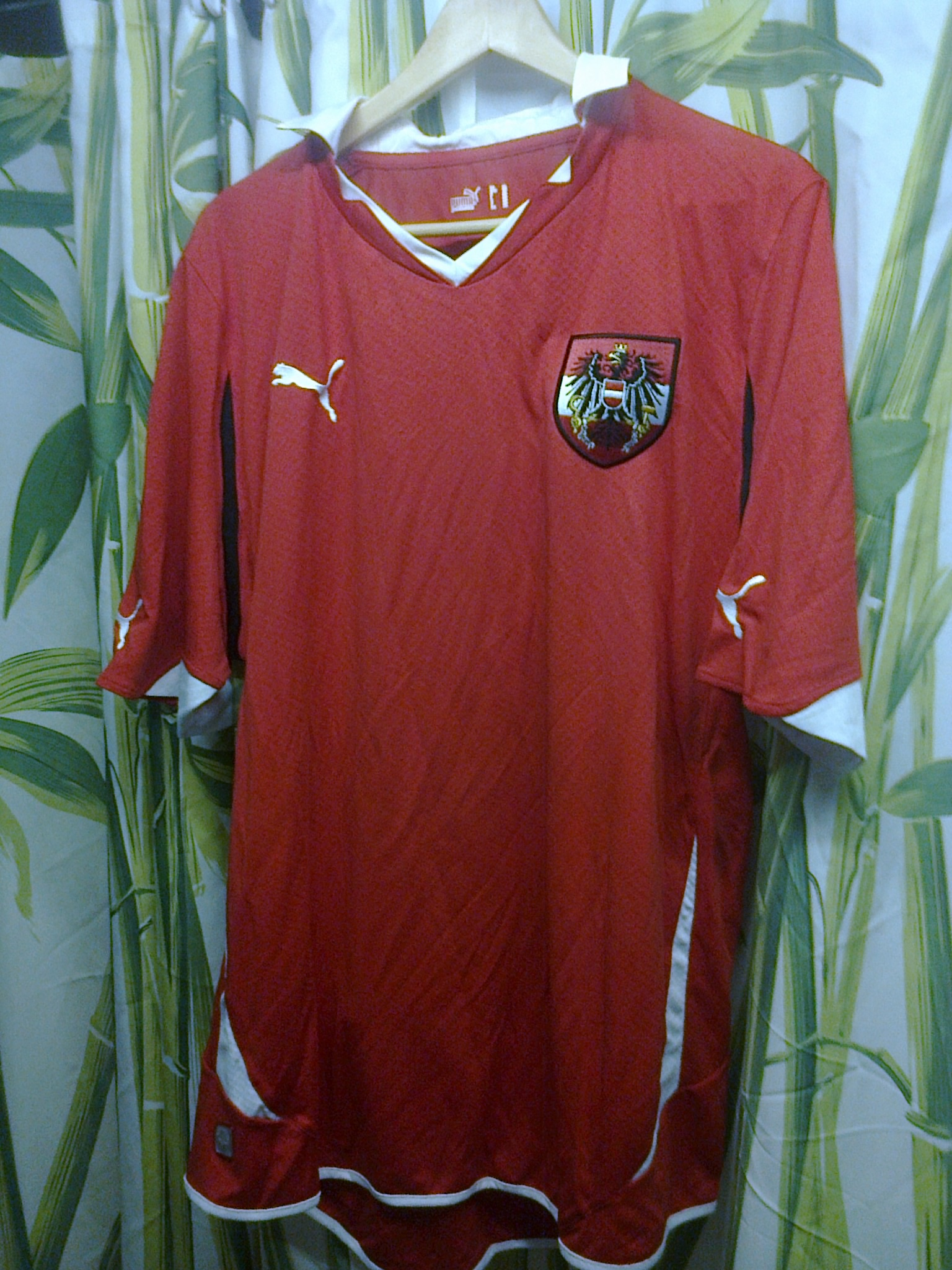
Maillot "home" utilisé lors des éliminatoires de l'Euro 2012

L'Autriche dispute son premier match en 1902, lors de cette rencontre l'Autriche joue avec un maillot blanc, un short noir et des chaussettes noires. Ces couleurs, le noir et blanc ont été officialisés par la fédération en 1908, ces couleurs, semblables à celle de l'Allemagne sont restées celles de l'Autriche pendant un siècle. Lors de la Coupe du monde 1934, l'Autriche rencontre l'Allemagne lors de la petite finale à Naples, les deux équipes s'étant présentées avec les mêmes couleurs, l'Autriche dut utiliser le maillot bleu du SSC Naples pour la rencontre,.
En 2002, le nouveau sélectionneur Johann Krankl obtient un changement de couleur du maillot autrichien, ce changement intervient en 2004, le maillot domicile étant désormais rouge,, ce choix demeure controversé, cette couleur a été choisie sur la base du drapeau autrichien, cette couleur était par le passé utilisée pour les maillots extérieurs. Entre 2006 et 2010, la combinaison blanche et noire n'est que le troisième maillot derrière, le maillot extérieur étant noir et rouge. Depuis 2010, la tenue extérieure est composée d'un maillot blanc, d'un short et de chaussettes noires.
Le maillot actuel[Quand ?] de l'Autriche est fourni par l'équipementier allemand Puma depuis 1976, le contrat actuel s’achève en 2018. Sur le maillot actuel, le logo de l'équipementier se trouve côté gauche, les Armoiries de l'Autriche, avec l'aigle se trouvant lui-même sur le blason de l'Archiduché d'Autriche se trouve également sur le maillot, côté droit,.

### Style de jeu
Selon l'hebdomadaire français Football, le style de jeu de la sélection autrichienne et de la Wunderteam des années 1930, s'apparente à celui d'un « artiste »,. Le Wunderteam évolue alors dans une composition de type 2-3-5, avec pour joueur majeur, son avant-centre Matthias Sindelar. Ce dernier, surnommé le « tourbillon viennois », maîtrise le jeu, de par sa fluidité notamment. L'équipe autrichienne entière impressionne par son style de jeu artistique, avec de l'habileté, des dribbles, des feintes, mais manque toutefois d'efficacité, ce qui est souvent compensé par son buteur Sindelar,.
Au fil du temps, la Hongrie, comme beaucoup d'autres sélections de la région, voit son style national se perdre, pour se fondre dans une standardisation du football européen.

### Supporters

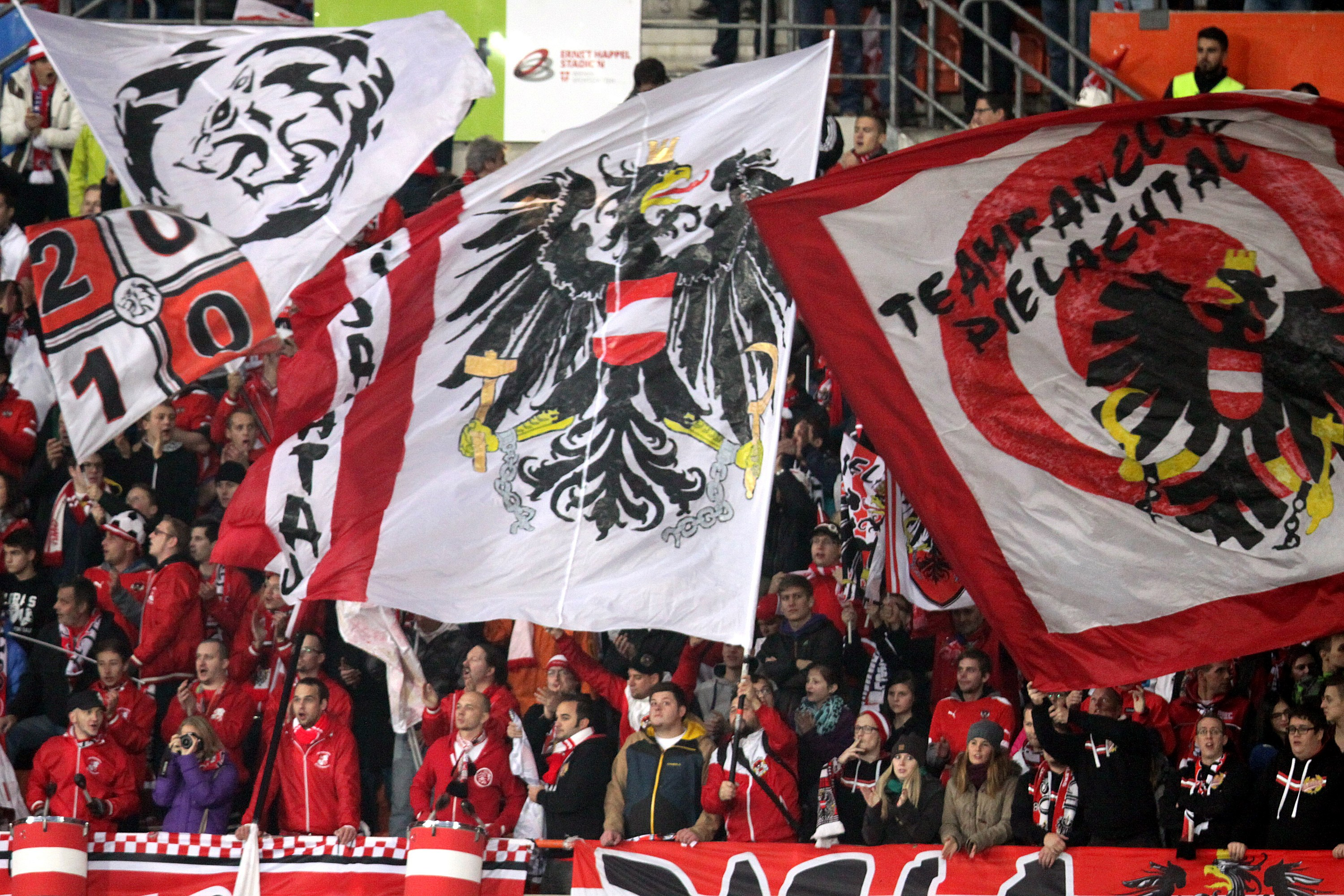
Les supporteurs des Rouges-Blancs-Rouges en 2015

Les différentes rencontres de l'équipe nationale attirent en Autriche un grand nombre de supporters. Contrairement à la plupart des autres pays d'Europe, les virages du Stade Ernst-Happel sont dirigés par des clubs de supporters indépendants, qui rassemblent des groupes de supporters des différents clubs du pays (Rapid Vienne, FK Austria Vienne, SK Sturm Graz, Red Bull Salzbourg) faisant partie du mouvement Ultras. Si par le passé, les Tornados faisaient office de principal groupe de supporters, il y a actuellement une dizaine de groupes, dont le principal, créé en octobre 2010, se nomme Hurricanes.
Depuis mai 2012, l'ÖFB soutient un club de supporters familial, le Immer wieder Österreich, qui se différencie de l'idéologie ultras et ne se trouve pas dans les virages du stade comme les autres groupes.
À côté des clubs de supporters spécifiques à l'équipe nationale, les clubs de supporteurs des clubs de football autrichiens se déplacent aussi régulièrement aux rencontres de la sélection, en Autriche plus qu'ailleurs.

### Rivalités

#### Rivalité avec l'Allemagne
La rivalité entre l'Autriche et l'Allemagne est liée au contexte historique, les relations entre les deux nations est marqué par les guerres, elle remonte au XVIIIe siècle avec les Guerres de Silésie et la Guerre de Succession d'Autriche, les alliances, avec la Confédération germanique ou au cours de la Première Guerre mondiale, et finalement par l'Anschluss, l’annexion de l’Autriche par l'Allemagne nazie le 12 mars 1938.
Sur le plan sportif, l'Autriche et l'Allemagne se sont rencontrées pour la première fois le 7 juin 1908, le match disputé à Vienne est remporté par les locaux. Les deux pays se sont affrontés à de nombreuses reprises en match officiel, le premier est disputé le 29 juin 1912 lors du Premier tour des Jeux olympiques 1912 et est remporté largement par les autrichiens.
En phase finale de Coupe du monde, les deux nations ont été opposées à quatre reprises, la première rencontre a lieu dès la première participation des deux sélections, en 1934, les deux pays, éliminées en demi-finale, se retrouve pour le compte de la Petite finale, l'Allemagne remporte ce premier duel,, Allemagne et Autriche se retrouve lors de l'édition 1954 pour se disputer une place en finale, cette rencontre est marquée par un très large succès allemand,, en 1978 en Argentine, les eux pays s'affrontent lors du dernier match du second tour, bien que sans enjeux, les deux nations étant déjà éliminées, l'Autriche remporte la partie, mettant fin à quarante-sept ans sans succès face à l'Allemagne,, le dernier affrontement a lieu quatre ans plus tard, en 1982, l'Autriche est battu lors du dernier match de poule, ce match est connu comme le match de la honte.
Les deux sélections se sont affrontées une seule fois en phase finale d'un Championnat d'Europe, en 2008, lors de la première participation autrichienne, l'Autriche coorganisatrice s'incline lors du troisième match de poule décisif.
L'Autriche et l'Allemagne ont été opposés dans plusieurs campagnes de qualifications, concernant les éliminatoires de la Coupe du monde, ils se sont affrontés trois fois, en 1970, 1982 et 2014, le bilan est à l'avantage à l'Allemagne avec six victoires en autant de rencontres, les deux équipes se sont également affrontées lors des éliminatoires de l'Euro, en 1984 et en 2012, sur les quatre rencontres disputées, l'Allemagne a remporté les quatre.
Sur un total de trente-neuf rencontres disputé, le bilan est largement défavorable à l'Autriche avec seulement huit succès pour vingt-cinq défaite et six match nuls.

#### Rivalité avec la Hongrie

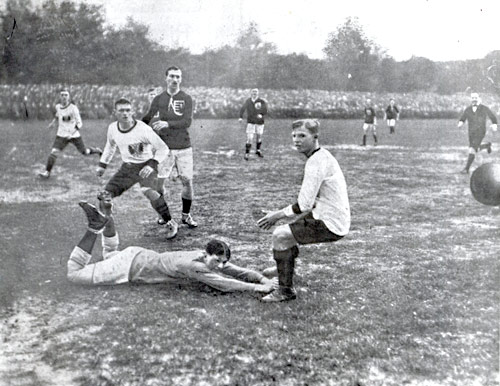
Match entre l'Autriche et la Hongrie en avril 1913.

L'appartenance des deux nations à la double monarchie d'Autriche-Hongrie, au moment de la création des deux sélections, explique les liens très étroits qui existent entre elles. La rencontre face à l'Hongrie disputée le 12 octobre 1902 est la première pour les deux équipes et les années suivantes vont voir une multiplication des rencontres, majoritairement amicales. Avec plus de 130 rencontres, Hongrie-Autriche est la seconde opposition mondiale en termes de matchs, derrière Uruguay-Argentine.
Autrichiens et Hongrois se sont affrontés pour la première fois en compétition officielle le 5 juillet 1912 lors du match pour la 5e place des Jeux olympiques 1912, la rencontre est remportée par les Magyars (3-0). Le match à l'enjeu le plus important entre les deux équipes a eu lieu en 1934, lors du quart de finale de la Coupe du monde, remporté par les Autrichiens. Les deux pays se sont rencontrés à douze reprise dans le cadre de la Coupe internationale européenne compétition régionale remporté par chacune des deux équipes, l'Autriche vainqueur en 1932, la Hongrie en 1953. L'Autriche et la Hongrie se sont affrontés trois fois dans le cadre des qualifications pour la Coupe du monde, en 1966, 1974 et 1986, sur six rencontres, le bilan est à l'avantage à la Hongrie avec quatre victoires et deux matchs nuls, elles se sont également affrontés lors des qualifications pour l'Euro 1976, la Hongrie a remporté une rencontre, la seconde s'est soldé par un match nul.
Les affrontements très nombreux aux cours des premières années, vingt-quatre rencontres disputés à la veille de la Première Guerre mondiale, soixante-cinq avant les années 1930, et quatre-vingt-deux rencontres disputés avant la Seconde Guerre mondiale. Le rythme des rencontres s'est fortement ralentit, seulement cinq rencontres ont eu lieu au cours des années 1990, seulement deux dans les années 2000, la dernière rencontre officielle date d'avril 1985, le dernier match amical remonte au 16 août 2006.